# 일본 요리

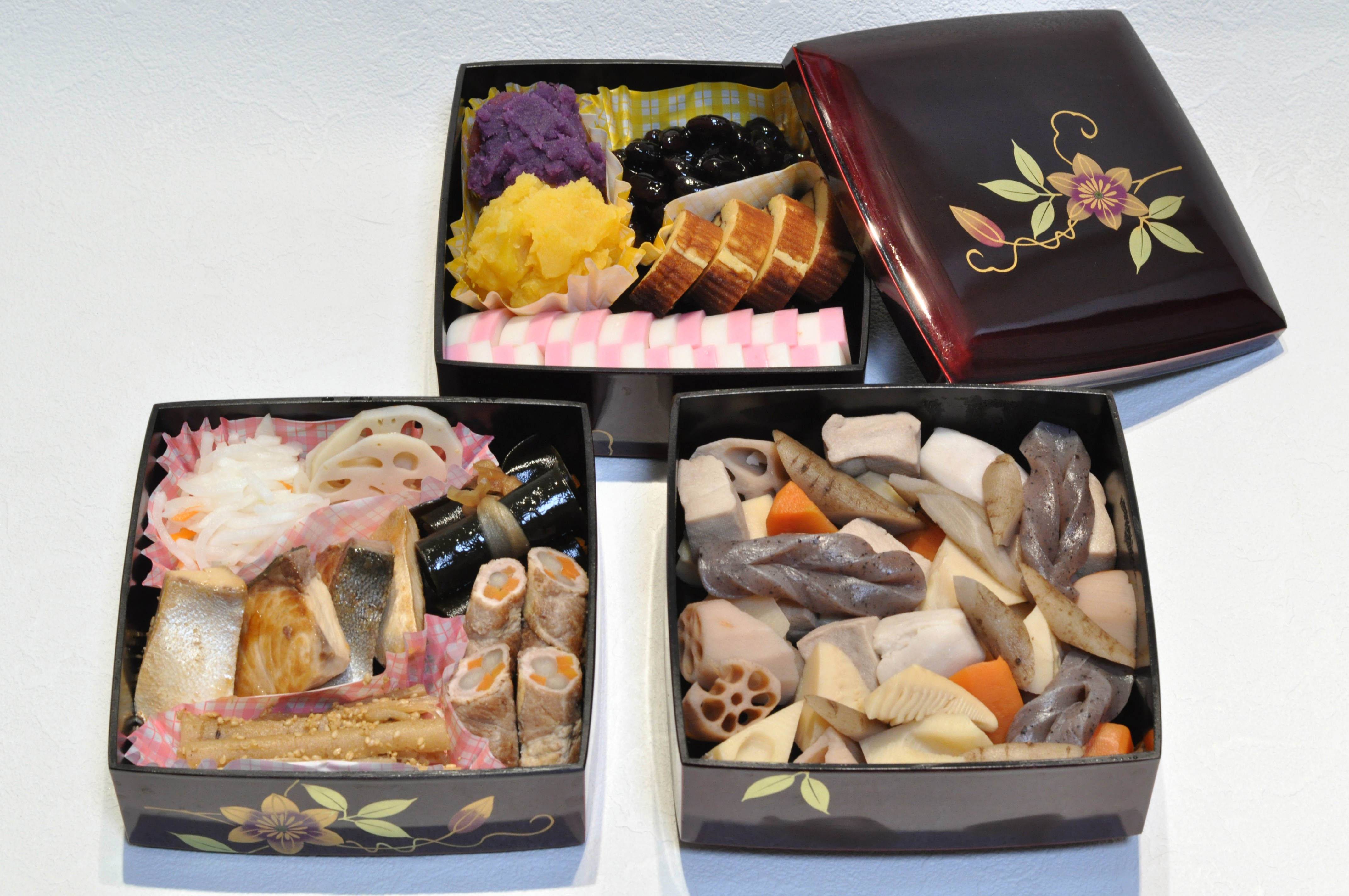
오세치는 현대 일본에서도 세치에(節会)나 셋쿠(節句) 때 먹는 일본의 전통 요리이지만, 보통은 정월에 먹기 때문에 정월요리로도 알려져 있다.

일본 요리(日本料理, 일본어: 日本料理 니혼료리[*])는 동아시아에 있는 일본의 요리이다. 일본 요리는 좁은 의미에서는 나라 시대 때부터 이어진 일본 고유의 방식을 사용한 일본산 재료를 사용한 요리를 일컫지만, 더 넓은 의미에서는 중국 요리를 비롯한 다른 문화권에서 들어온 요리 중 일본인들의 입맛 및 풍토에 맞게 변형된 요리도 포함되며, 메이지 유신 이후 근대 및 현대 시기에는 스파게티, 피자, 햄버거와 같은 서양 요리를 일본식으로 재해석한 요리도 포함된다.
현대에는 일본인이 먹는 식사 중에서, 다른 나라의 요리로서의 성격이 강한 것을 제외한 나머지를 "일본 요리"라고 부르는 경우가 많다. 예를 들어, 규동이나 니쿠자가는 양념으로 간장이랑 국, 미림 등 일본 특유의 조미료를 사용한 것이므로, 일본 요리로 여겨진다. 일본 요리는 재료의 품질과 외양을 위해 음식이 나오는 시기를 중요하게 생각한다. 2013년에는 유네스코 문화유산으로 아시아 요리로서는 최초로 등재되었다.

## 정의
넓은 의미에서 일본 요리는 일본에서 유래하였고 일본 식당에서 만들어 먹고 있는 요리를 의미한다. 보다 좁은 의미로는 사찰음식과 가이세키처럼 형식에 입각한 것, 오세치나 히간과 같은 보타모치, 하나미나 쓰키미와 관련된 당고, 동지의 호박 등 일본의 전통적인 행사 때 먹는 음식을 가리킨다.
일본 요리와 "일본인이 먹어온 식사"가 반드시 일치하는 것은 아니다. 일본 요리는 수많은 정치적, 사회적 변화를 겪으며 여러 세기에 걸쳐 발전해왔으며 일본 고유의 요리법을 사용한 일본 고유의 요리들을 지칭한다. 일본인이 오랫동안 먹어온 식사이더라도, 그것이 일본의 독특한 요리가 아니라면, "와쇼쿠(화식)"로 불리지 않는다.

### 와쇼쿠
와쇼쿠(일본어: 和食)은 일본 요리 중 일본 전통의 재료를 사용하여 전통적인 방식으로 조리하는 요리를 가리킨다. 서양에서 전래되었지만 일본의 풍토에 맞게 조리한 일본 요리인 요쇼쿠에 대응하는 개념으로 만들어졌다. 19세기 초까지만 해도 일본 요리(일본어: 日本料理)나 일식(일본어: 日食)과 같은 의미로 사용되었지만, 점차 와쇼쿠 문화나 와쇼쿠 레시피, 와쇼쿠기와 같이 일본의 가정식, 또는 일본 고유의 음식을 가리키는 용어로 자리잡게 되었다. 와쇼쿠는 신선한 생선이나 채소를 사용하여 재료의 특정한 맛을 발현시키는 조리 방식을 사용하며 조리 도구나 그릇도 각 재료의 특성에 맞게 사용한다. 와쇼쿠는 계절감을 중시하며 연례행사나 관혼상제 등 특정한 경우에도 자주 접대하는 음식이다.
'일본 요리'와 '와쇼쿠'라는 말은 문명개화 시대에 일본에 들어온 '서양 요리'(일본어: 西洋料理)와 '요쇼쿠'(일본어: 洋食)에 대응하는 형태로 탄생했다.1903년 무라이 겐사이의 <식도락>에는 일본 요리, 서양 요리가 대비되어 해설되어 있으며, 『식도락 가을 권』에서는 쌀 요리 백종(百種)으로 일본 요리 부에서 유양밥·무밥·밤밥 등 50종의 밥을 소개하고 있다. 20세기 중반 '일본요리'는 이시이 야스지로의 1898년 <일본 요리법 대전>에 의해 일반화되었고, '와쇼쿠'는 그 이후에 나타난 것으로  보인다.
21세기 <고지엔>이나 <다이시이즈미>에서 '와쇼쿠' 항을 보면 '일본식 식사. 일본 요리.'와 같이 단적으로 쓰여져 있고, '일본 요리'의 항에는 첫 단락에 설명한 것과 같은 조금 더 긴 설명이 있다.

## 명칭

### 요리의 개념

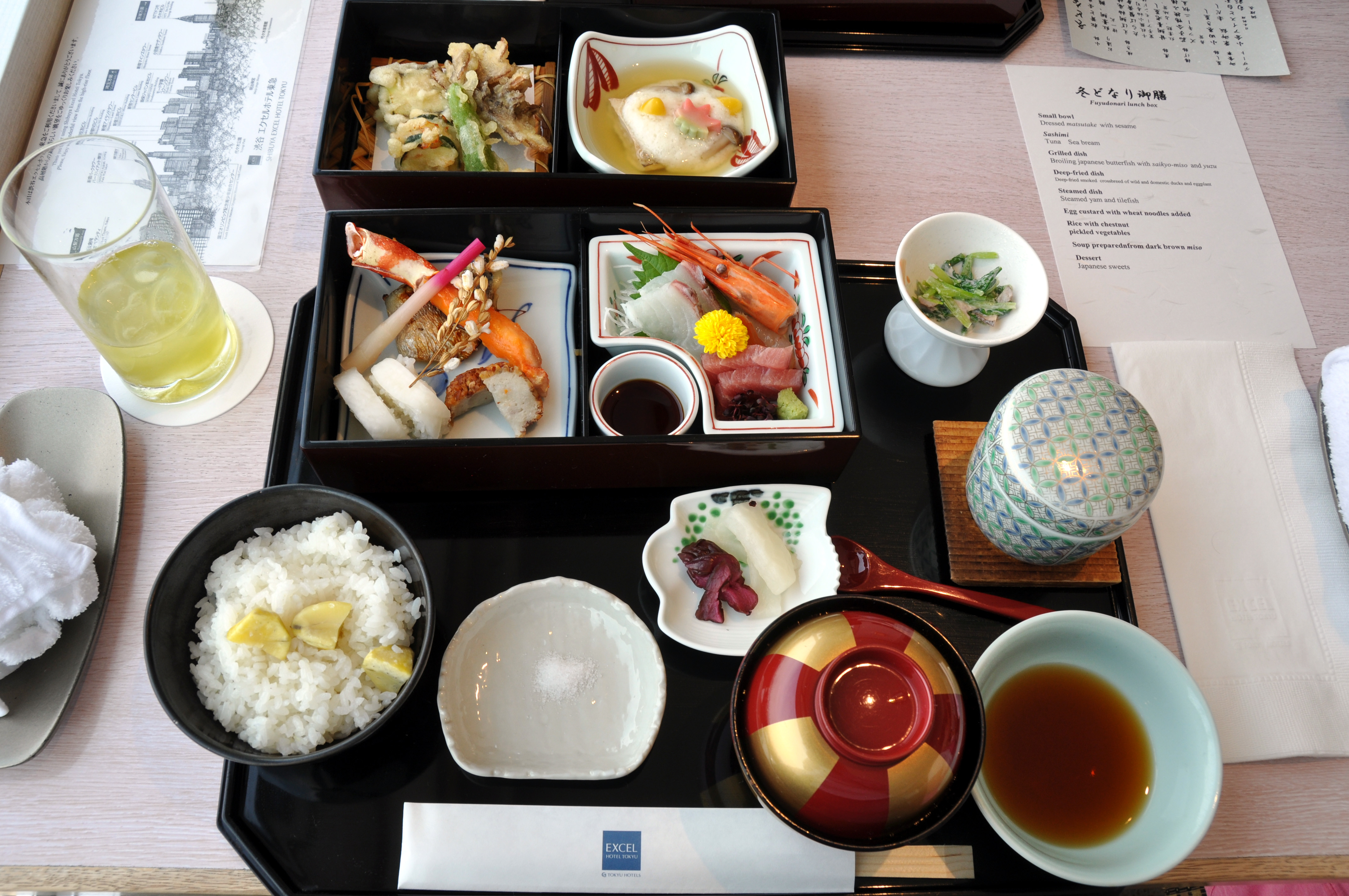
일본 정식. 찻잔 찜, 국물, 반찬, 절임 등이 균형있게 늘어서 있다.

일본어에서 "요리"가 가리키는 것은 가정의 부엌이나 식당의 주방에서 만들어진 식품가공의 최종 단계를 의미하는 경우가 많다. 현재 식품공장 등에서 널리 행해지는 탈곡·정미·두부와 가마보코의 제조 등도 지역·시대·집단에 따라서는 요리의 범주이다. 쌀의 양을 재어 얼마나 먹고 얼만큼을 볍씨로 할지 등 요리는 가정이나 국가의 식단이나 식량 계획도 의미한다. 또 불에 탄 짐승뼈 유물의 발견으로 베이징 원인 등으로 불리는 호모 에렉투스의 불 이용이나 미야자키현 고시마의 일본원숭이 무리가 고구마를 바닷물에 씻어 양념하여 먹는 것도 요리로 생각하는 경우도 있다.
영어로도 "cooking"과 "dish"로 단어가 2개로 나뉘며, cooking은 불을 이용하여 조리하는 것을 뜻하고 그렇지 않은 날 것은 "raw"라고 표현한다. 'dish'의 경우 한 접시에 담는 것을 의미한다. 프랑스어 "cuisine"은 부엌이나 주방을 나타내고, 또 조리나 식품의 요리도 나타낸다.
한편 일본 요리의 유네스코 세계무형문화유산 등재 이후 중국에서의 간체자 인터넷 사이트를 중심으로 '일본요리와 일식의 기본은 중국의 음양오행사상에 있다'는 아무런 일차 사료나 논리적 근거가 없는 문화포섭활동이 전개되기도 하였다.

### 요리(日本料理)의 어원
일본어 한자「료(料)」는 「쌀과 두의 회의」로, 쌀 등의 체적을 두 등의 계량기로 하는 의미를 가진다. 게다가 식량 등 식품의 의미도 갖게 되고, 또 요리라는 말이 생기고 나서는 그 약이 된다.
일본어 한자「리(理)」는 「구슬이 의부로 마을을 성부로 하는 형성」으로, 보옥의 줄무늬나 기름을 아름답게 닦는 것으로부터 사물의 근도나 거친다는 의미를 가진다. 헤이안 시대에 등장하는 ‘요리’라는 말은 사물을 담아 잘 처리한다는 뜻이다. 현재에 통하는 조리와 그에 의해 가능한 식품을 의미하게 된다.
'세계대백과사전'에 따르면 원시시대의 일본요리는 쌀과 생선을 중심으로 수육과 유지의 사용이 매우 적다는 특징이 있다. 헤이안 시대에 거슬러 올라가면, 오향 요리에서는 의자와 원탁에 산련화라고 한 대륙 문화의 영향이 있었지만, 헤이안 시대의 중반 이후는 급속하게 일본식화가 진행되어 사라져 갔다. 가마쿠라·무로마치 시대에 들어서자, 튀김과 같은 서양 전래한 기술도 도입해, 국물의 맛도 중시해, 밥을 중심으로 일본 요리로서의 형태가 만들어졌다. 특히 준비한 요리로서의 2국 오채가 정착되어 있어 일본의 가정요리는 밥을 중심으로 한 1국 3채의 일상식에 있다. 이 이후에는 일본 요리의 기초가 굳어져 에도시대 후기에 거의 완성에 이른 것이다.

### 와쇼쿠(和食)의 어원
와쇼쿠의 기원은 여러 설이 있고, 쌀과 생선을 중심으로 한 식문화가 발달되어 있다는 점을 들어 신을 접대하는 것에서 기원했다는 설이 유명하다.
〈고사기〉나 〈일본서기〉에 등장하는 호데기노미코토의 신화나 그의 3대손인 진무천황기 등에 기록되어 있다. 유네스코 등재와 관련하여 출판된 일식문화국민회의 작은 책자에 따르면, 와쇼쿠에는 자연 속의 신이 연중행사 속에서 음식과 연결되었다는 특징이 있다.
도쿄가정학원의 '유네스코에 등재된 일식'에 따르면, 와쇼쿠의 기본형은 밥·국·채·향이며, 쌀·무·가지와 같은 전래 식재료가 사용되고, 어패류·해조류의 풍부함, 찜·삶기·삶기 등의 조리법, 다시마·가다랑어포·멸치와 같은 육수 문화, 된장·간장·술·미림·식초·소금·설탕과 같은 조미료를 특징으로 하며, 헤이안 시대부터 현재까지 계승된 칠석과 같은 절공의 연간 행사와 관련이 있다.
교토 요리사의 관점에서 일식을 보면, '취안주, 만들기, 공기, 구이, 튀김, 모닥불, 향의 음식'과 같은 식단을 성립시키고, 날에 따라 이러한 것 중에서 조합하여 그날의 식단을 만든다. 안주로는 딱 입에 들어가는 크기의 1치라는 틀이 있으며, 와쇼쿠는 그 크기로 자른 뒤 사계절의 계절감이 들어간다. 츠쿠미란 날생선을 자르는 기술로 조리된 소재를 살려 조리하는 것이며, 오왕(일본어: 御椀)은 일본 요리를 성립시키기 위해 필수적인 식단으로, 가쓰오부시와 다시마 국물을 사용하여 게나 스리미 등 주요 식재료가 들어 있으며, 고왕의 그릇도 입을 대고 먹을 수 있도록 되어 있다. 야키모노는 솜씨가 중요한 것으로 생선 굽는 기술을 고도화하는데, 굽는 불에는 숯불을 사용하여 객석에 닿을 때까지 남은 열로 안까지 익도록 마무리한다. 다키아와세(일본어: 焚合わせ)는 채소가 중심이 되는 요리로, 나라 시대에 전래된 가지·순무·파, 무로마치 시대의 무, 에도 시대의 강낭콩·연근·양배추·우엉·고구마·죽순·토마토, 메이지 시대에는 양파·오크라, 쇼와 시대에는 배추·피망이 쓰이게 되었고, 조림이나 찜, 볶음 등 다양하게 조리되었다.

### 일본 요리와 와쇼쿠의 차이
'일본 요리'와 '와쇼쿠'라는 말은 문명개화 시대에 일본에 들어온 '서양 요리'(일본어: 西洋料理)와 '요쇼쿠'(일본어: 洋食)에 대응하는 형태로 탄생했다.
「일본요리」에는 요정에서 제공되는 고급요리의 이미지가 있는 한편, 「일식」은 고급식도 가정식도 포함한 일본의 식문화 전체를 나타내는 말로 보다 어울린다는 의견도 있다.
1881년 '아사노 신문' 5월 20일 자에서 '일본 요리'의 20세기 초 용례를 볼 수 있다. 한 조사에서 메이지(明治), 다이쇼(大正) 시대에 걸쳐 일본 요리를 서명으로 하는 서적은 4점밖에 발견되지 않았고, 1904년 '일요(日洋) 가정 요리법'에서는 일본 요리는 가정 요리를 가리키고 있어 현재와 이미지가 달랐다.
1903년 무라이 겐사이의 <식도락>에는 일본 요리, 서양 요리가 대비되어 해설되어 있으며, 『식도락 가을 권』에서는 쌀 요리 백종(百種)으로 일본 요리 부에서 유양밥·무밥·밤밥 등 50종의 밥을 소개하고 있다. 20세기 중반 '일본요리'는 이시이 야스지로의 1898년 <일본 요리법 대전>에 의해 일반화되었고, '와쇼쿠'는 그 이후에 나타난 것으로 보인다.
21세기 <고지엔>이나 <다이시이즈미>에서 '와쇼쿠' 항을 보면 '일본식 식사. 일본 요리.'와 같이 단적으로 쓰여져 있고, '일본 요리'의 항에는 첫 단락에 설명한 것과 같은 조금 더 긴 설명이 있다.

## 특징
일본에서는 채소·과일·어패류·해조 등의 식재료의 양과 종류가 매우 풍부하다. 대부분의 일본 요리는 밥에 대한 반찬으로 자리잡으며 쌀과 술에 어울린다.
역사적으로 육식이 금지되어 오랫동안 유제품 등 가축 제품은 보급되지 않았다. 가라시다모노를 제외하고는 식용유의 사용도 중세까지는 발전하지 않았고, 포르투갈 요리에서 유래한 덴푸라에 의해 기름의 사용이 급속히 보급되어 갔다. 이 때문에 고기나 유지를 대신하는 양념으로 우린 국물이 발달했다. 이러한 배경으로 일본 요리는 담백한 맛이 난다. 강한 향신료는 많이 사용되지 않기 때문에 제철의 맛, 소재의 맛을 살릴 수 있다. 주요 조미료인 된장이나 간장은 콩을 발효시킨 조미료로 이것도 감칠맛을 동반한다. 단맛을 내는 데는 물엿이나 미림이 사용되고, 현대에는 설탕이 많이 사용된다.
일본에서는 유통이 발달했기 때문에 전 세계의 식품이나 조미료를 입수할 수 있고, 외국의 식품이나 조미료를 일본 요리에 응용하기도 한다.

### 식단과 메뉴

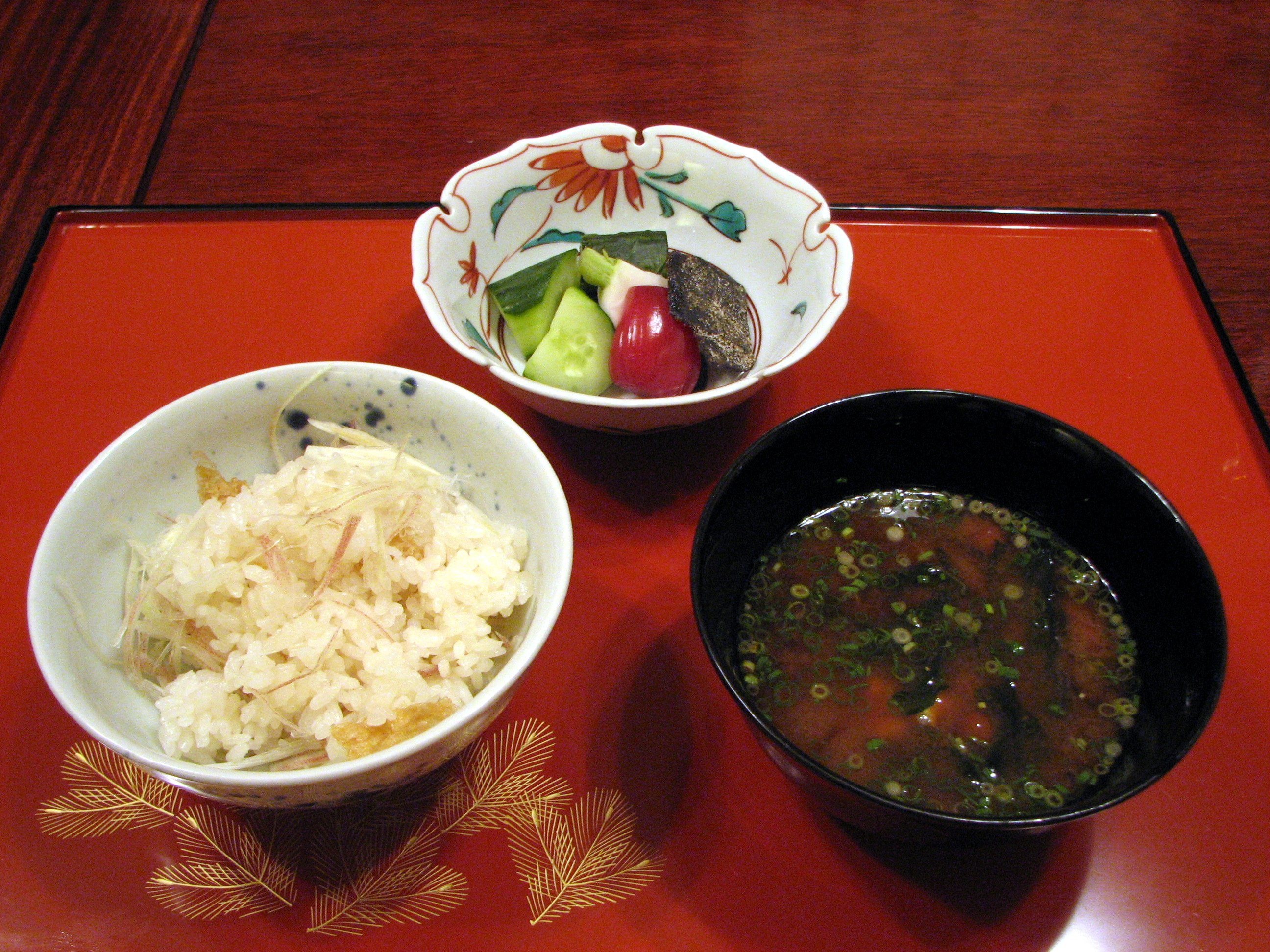
일본 가이세키 요리로, 이치쥬잇사이로 나왔다. 이치쥬잇사이는 밥에 국(汁)과 반찬(菜)이 각각 한 개씩 나오는 일본의 식단을 의미한다.

일본 요리의 식단이나 메뉴는 쌀을 중심으로 한 곡물에 생리적 열량과 영양을 의존하는 것이었다. 곡물은 밥 등으로 요리되어 식사의 주된 주식으로 취급된다. 주식에 대한 부식과 반찬은 밥을 먹기 위해 식욕을 자극할 때 사용되며 밥의 친구라는 개념도 있다. 밥 대신 쌀로 만든 사케가 수반되는 연회 등에서는 반찬이 그대로 안주로도 사용된다. 밥과 국에 반찬으로 구성된, 이치쥬잇사이(일본어: 一汁一菜)나 이치쥬산사이(일본어: 一汁三菜) 등 여러 가지 요리로 구성되는 경우가 많다. 전통적으로 왼쪽을 상위로 하는 풍습이 있기 때문에 밥을 왼쪽에 두거나 생선 머리를 왼쪽으로 놓고 배식하는 경우가 많다. 일상의 식사 등에서는 이들 요리는 한꺼번에 배식되는 경우가 많지만 가이세키 요리 등에서는 한 가지씩 차례로 배식된다.

### 식기
식기는 칠기, 도기, 자기 등을 사용한다. 가정에서는 밥공기나 젓가락 등은, 각자 전용의 것을 이용하는 습관이 있다. 날씨가 더워지면 얇은 자기 대신 유리그릇 등도 사용된다. 선선한 시기에는 주로 두껍고 깊은 도자기를, 날씨가 추워지면 뚜껑이 달린 그릇 등도 사용된다. 또한 칠기에서는 마키에나 침금 등의 무늬로 계절을 표현하기도 한다.

### 제공 장소
일본 요리는 각 가정 외에 소바집이나 스시집 등의 전문점, 이자카야나 료테이나 갓포, 또 마치아이나 찻집, 리조트 등에서 다양한 장소에서 식사할 수 있으며, 몇몇 일본 요리는 우주식으로도 제공된다.

### 종교
대승불교에서는 고기를 먹는 것 및 일부 파속 식물이 기피되고 있으며, 이 계율을 지키기 위해 사찰음식이 있다. 에도 시대까지 불교의 사고방식이 일본에 퍼져 있었기 때문에, 짐승고기는 일부 지역을 제외하고 일반적이지 않았으나 메이지 시대 이후 짐승고기는 일본에서 널리 퍼졌다. 현재의 일본 요리는 사찰음식을 제외하고 음식의 금기는 약하다고 생각되지만, 양고기나 오리고기 등 보급의 문제로 그다지 일반적이지 않은 고기가 있다.

## 식품 및 재료

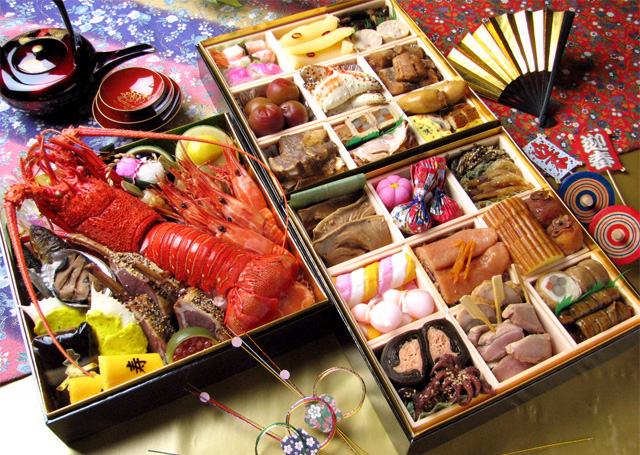
절회나 절구에 만들어지는 어절 요리. 호화 찬란한 재료·식기를 사용하여 시각을 자극한다.

### 주요 재료
- 곡류: 밀과 보리와 같은 맥류, 쌀, 조, 기장, 피, 콩 등을 묶어서 오곡이라고 부른다.[7]
- 콩: 육류를 먹지 않는 일본인에게 단백질을 섭취할 수 있게 하는 식품. 미소·낫토·두부·유부 등으로 활용되었다.
- 채소: 일본인들이 일본 원산으로 주장하는 것은 머위, 미나리, 파드득나물, 땅두릅, 순채다.[33] 무나 우엉, 연근 같은 뿌리채소, 가지나 오이 등도 이용한다.[34][35]
- 산나물, 버섯: 고사리나 고비, 죽순이나 쑥이나 코시아브라, 표고나 나도팽나무버섯이나 느타리 등을 이용한다.[35]
- 과일, 너트: 매실이나 감, 비파, 유자, 밤, 칠엽수, 호두, 은행 등을 이용한다.[36]
- 바닷말: 다시마, 미역, 김, 우뭇가사리과를 이용한다.
- 어개류: 민물고기로 잉어,  메기 등을 이용하고, 바다의 어패류로는 도미와 광어, 감성돔, 가다랑어, 청어, 정어리, 전복, 재첩, 굴, 닭새우, 문어 등을 이용한다.[37][38][39][40] 장어, 미꾸라지, 황어, 연어를 비롯하여, 호수나 계곡에 사는 곤들매기속, 산천어 등도 중요한 식재료에 포함된다.
- 닭고기: 불교에서의 육식 금지는 사지동물에 한했고 중국, 한국과는 달리 일본에서는 그것이 지켜졌다고 하며, 조류의 경우에는 먹을 수 있었다. 야키토리, 게이항, 오야코동, 소보로 등으로 먹었다.

### 조미료, 양념, 고명

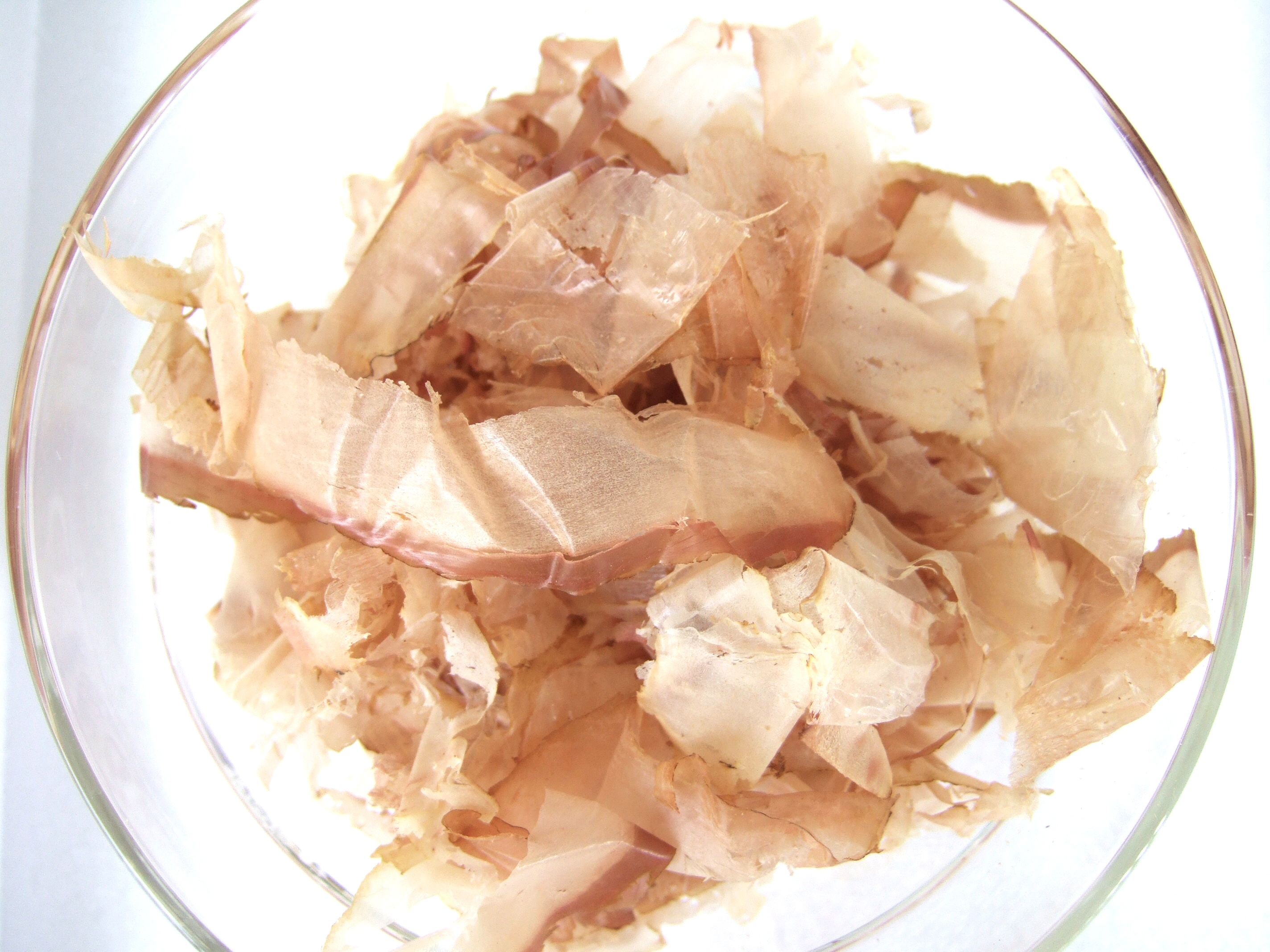
가쓰오부시를 깎은 케즈리부시

국물은 가쓰오부시, 다시마, 표고가 3대로 가장 많이 쓰인다. 쪄서 말린 멸치도 사용한다.
일본 밖에서는 맛은 오미(한국 한자: 五味)로서 매운맛, 단맛, 신맛, 쓴맛, 짠맛이라고 설명해 왔으나 일본인들은 가다랑어포의 감칠맛을 더해 육미로 해왔다. 고이즈미 다케오는 일본 요리 이외에는 닭뼈 등과 같이 유지가 뜨는 법이 없다고 기술했다. 고이즈미 다케오는 이것이 일본 요리의 방향을 결정하는 요인이 되었고, 이로 인해 순수하고 우아하며 품위 있고 검소하고 격조 높으며 담백하고 심오한 맛이 있는 사찰음식이나 가이세키, 와비자비(일본어: 侘び寂び)가 탄생하였다고 보고 있다. 가쓰오부시의 원형은 헤이안 시대의 <엔기시키>에 그늘에서 말린 견어(가타우오)가 있지만, 현대 일본에서 훈연해서 만드는 방식의 가쓰오부시는 에도 시대인 1674년에 탄생했다.
조미료의 경우 소금(식염)은 20세기 말 자유화되면서 매우 다양한 종류가 유통되었다. 일본 열도는 오야시오 해류와 쿠로시오 해류가 흐르는 5개 해역으로 둘러싸여 있다. 6세기경 해조를 굽고 그 재를 이용한 회염이 아니라 해조를 졸이는 해조염이 생겨났고, <만요슈>에 이것이 기록으로 남아 있다. 나라 시대에 이르러 염전과 가마솥이 제염에 쓰이게 되었고, 양빈식(8세기), 이리하마식(중세) 염전이 일본  각지의 해변에서 만들어졌다. 1952년부터 이온교환막식을 이용한 염 전매법을 통해 국가가 소금사업을 시작하면서 염전은 소멸되었지만, 옛 염전을 찾기 위해 일어난 1971년 자연소금운동으로 1997년 새롭게 소금사업법이 시행되면서 제염이 자유로워졌다. 이온교환막식에서는 염화나트륨 99% 이상이 되어 소금의 짠맛만 두드러지지만, 그 이외의 제조법에서는 마그네슘의 쓴맛, 칼륨의 신맛, 칼슘의 단맛이 나타나 소금의 복합적인 맛이 나타난다. 타마이 메구미는 일본 요리의 기본은 소금, 불의 세기로 되어 있으며, 다양한 조미료가 없는 옛날에는 소금과 우메보시를 숟가락으로 조절하는 것이 중요했다고 보았다.
식초는 신맛과 함께 항균 작용이 있어 편리해졌다. <만요슈>에는 식초를 담그는 기술이 보이며, 나라 시대에는 가지 초절임이 있었고, 중세에는 스시가 개발되었다. 간장(쇼유, 일본어: 醤油)은 콩과 밀과 소금을 발효시킨 것으로 중국의 장 등 대륙의 것과는 미생물, 제조법이 크게 다르다. 아시아가 기원이라고는 하나 확인되지 않고 있으며, 고이즈미 다케오는 쇼유의 기원이 된 히시오는 야요이 시대에서 야마토 시대에 일본에 전래되었다고 하며, 헤이안 시대에는 널리 퍼져 생선을 사용한 것이 가장 보급되어 액젓과 같은 것으로 전래되었다고 보고 있다. 미소는 701년 <다이호령>'에 미장(未醬)이 기재되어 일본에서 만든 '장'(噌)자는 후대에 붙인 것으로 알려져 있으며, 생산지의 이름을 붙여 각지의 기후와 풍토, 농산물, 토지 소유자의 기호를 반영하고 있다.
아메는 찹쌀 등 전분을 당화한 것으로 <일본서기>와 <엔기시키>에도 기재되어 있는 감미료이다. 설탕은 나라 시대에도 약으로 전래되었고 무로마치 시대에는 과자에도 사용되었으나, 수입량이 크게 증가하는 것은 에도 시대이다. 18세기 전후로 수입된 설탕이 과자에 널리 쓰이게 되었고, 이후에 조미료가 되었다. 일본에서 설탕(砂糖), 소금(塩), 식초(酢), 간장(醤油), 미소(味噌)의 글자를 하나씩 따서 "사시스세소"(さしすせそ)라고 부르기도 한다.
일본 요리의 양념으로는 와사비, 생강, 고추, 산초, 파, 소엽 등이 사용된다.

### 메이지 유신 이후 보급된 식품 및 재료
식재료
- 식육(食肉): 일본의 식육 문서를 참조하라. 멧돼지고기, 사슴고기 등 사냥을 통해 얻은 고기도 포함된다.
- 채소류: 배추, 양배추, 양파, 브로콜리, 상추, 콜리플라워
- 유제품: 우유, 가당연유, 버터, 치즈, 요구르트 등
- 어개류: 무지개송어, 남방대구, 은대구, 블랙타이거, 흰다리새우

양념, 소스 또는 고명
- 양념: 후추, 커리가루
- 소스: 우스터셔 소스, 마요네즈, 마가린, 와후드레싱, 땅콩버터 등

## 조리 방식

### 와리슈호쥬 (割主烹從)
일본의 경우 조리장을 "이타바"(일본어: 板場), 요리사나 주방장을 "이타마에"(일본어: 板前)로 부르는 것처럼 도마와 연관지어 부르고, 자르는 것 자체를 취사로부터 독립된 조리의 하나로 삼고 있다. "자르는 것'(일본어: 切る)을 중시하는 자세는 "와리슈호쥬"(일본어: 割主烹從)라고 불리며, 식칼을 사용하여 '까는(자르는, 일본어: 割) 것이 주를 이루며, '삶는(불을 사용한다, 일본어: 烹る)' 것이 종으로 여겨진다. 이러한 와리슈호쥬는 식품 자체의 맛을 중시하는 일본인의 관습으로 이어진다. 또한 '와리슈호쥬'에서 '와리코모'(일본어: 割烹)라는 말도 생겨났고, 일본 요리 자체나 그것을 제공하는 가게를 나타내는 단어로 사용된다.

### 완사시 (椀刺)
일본 요리의 국그릇(스이모노, 吸物)과 생선회는, 합쳐서 '완사시'(일본어: 椀刺)나 '국물고기'(일본어: 椀刺)라고 불리며 중시된다.

### 계절감과 자연의 표현

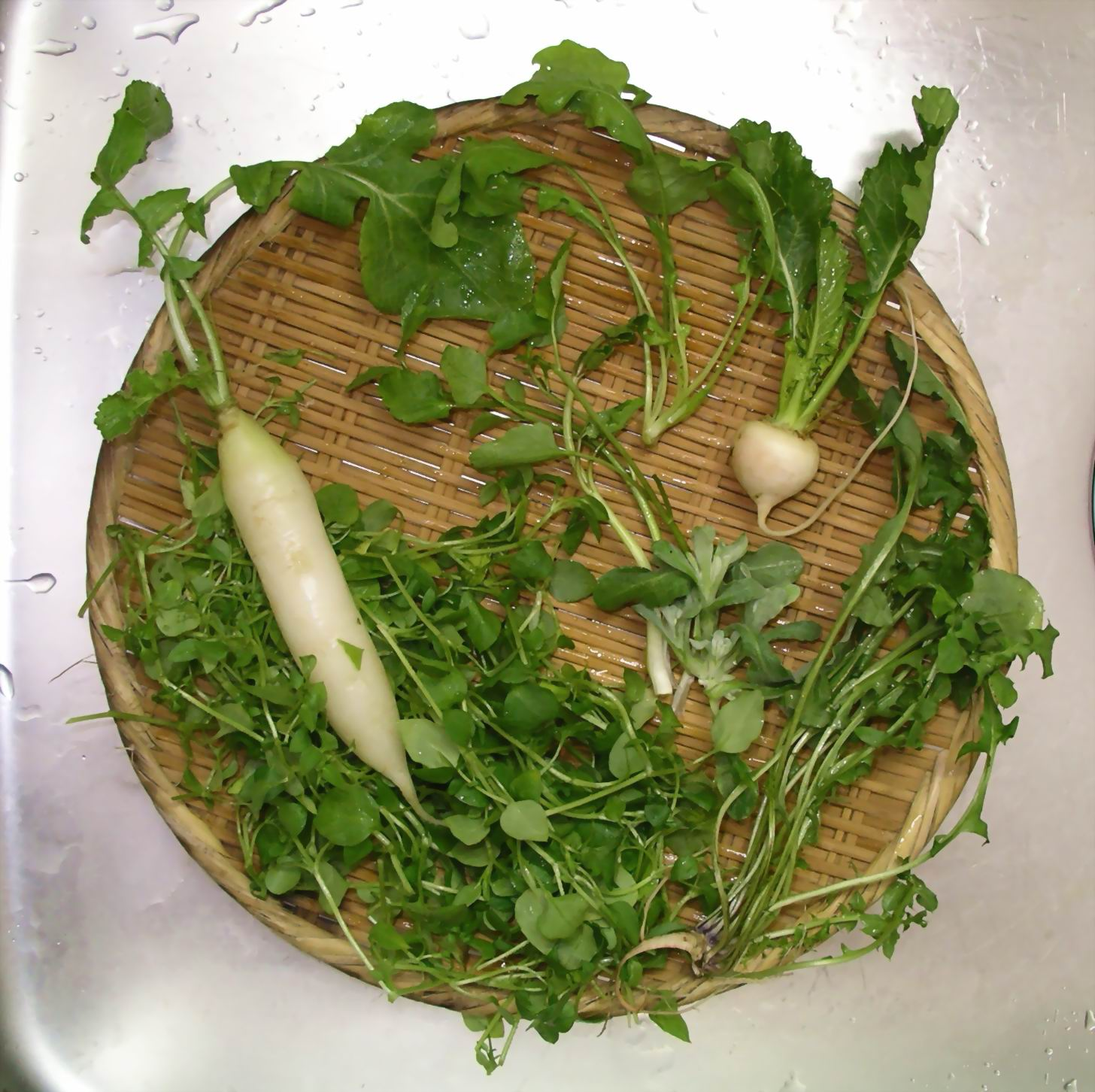
신년의 나나쿠사 (칠초, 일본어: 七草)
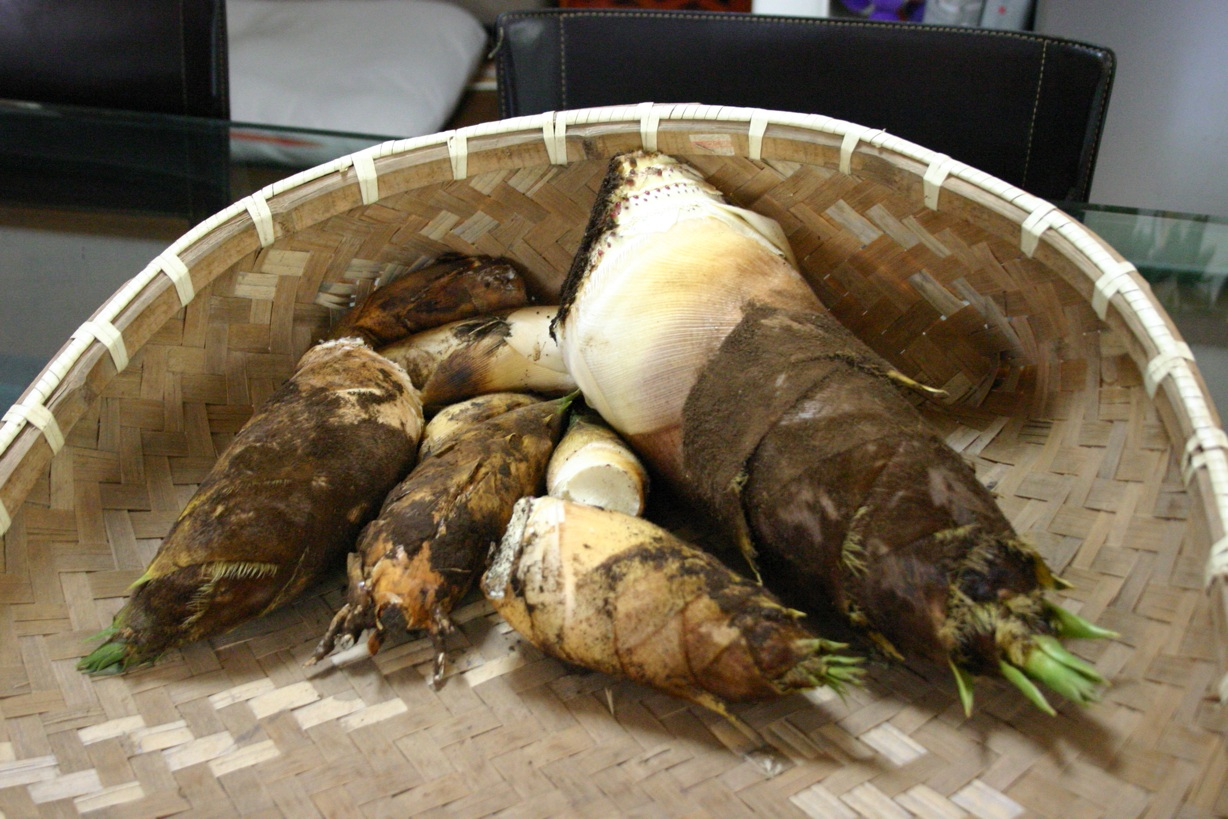
봄의 죽순
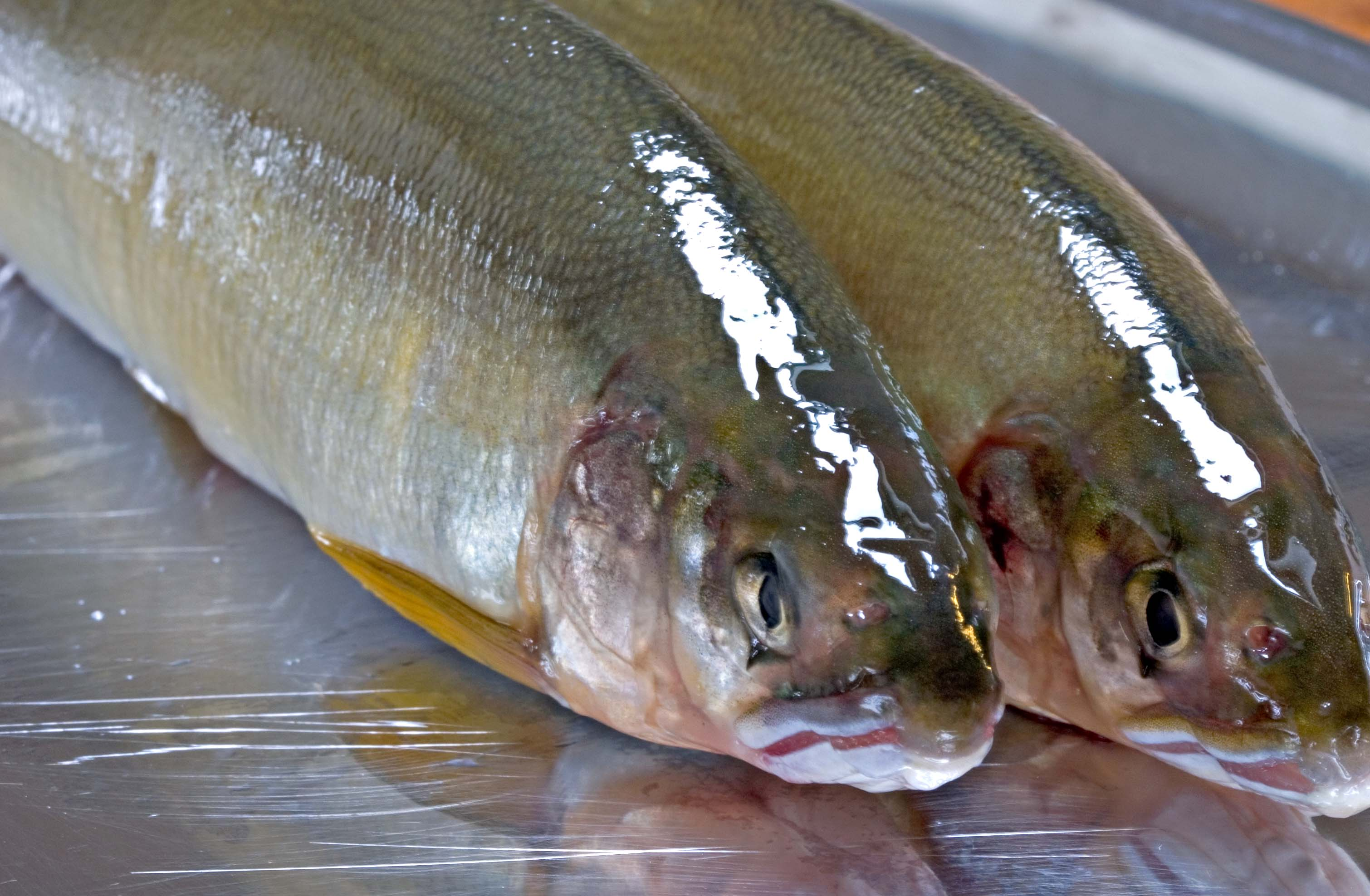
여름의 은어
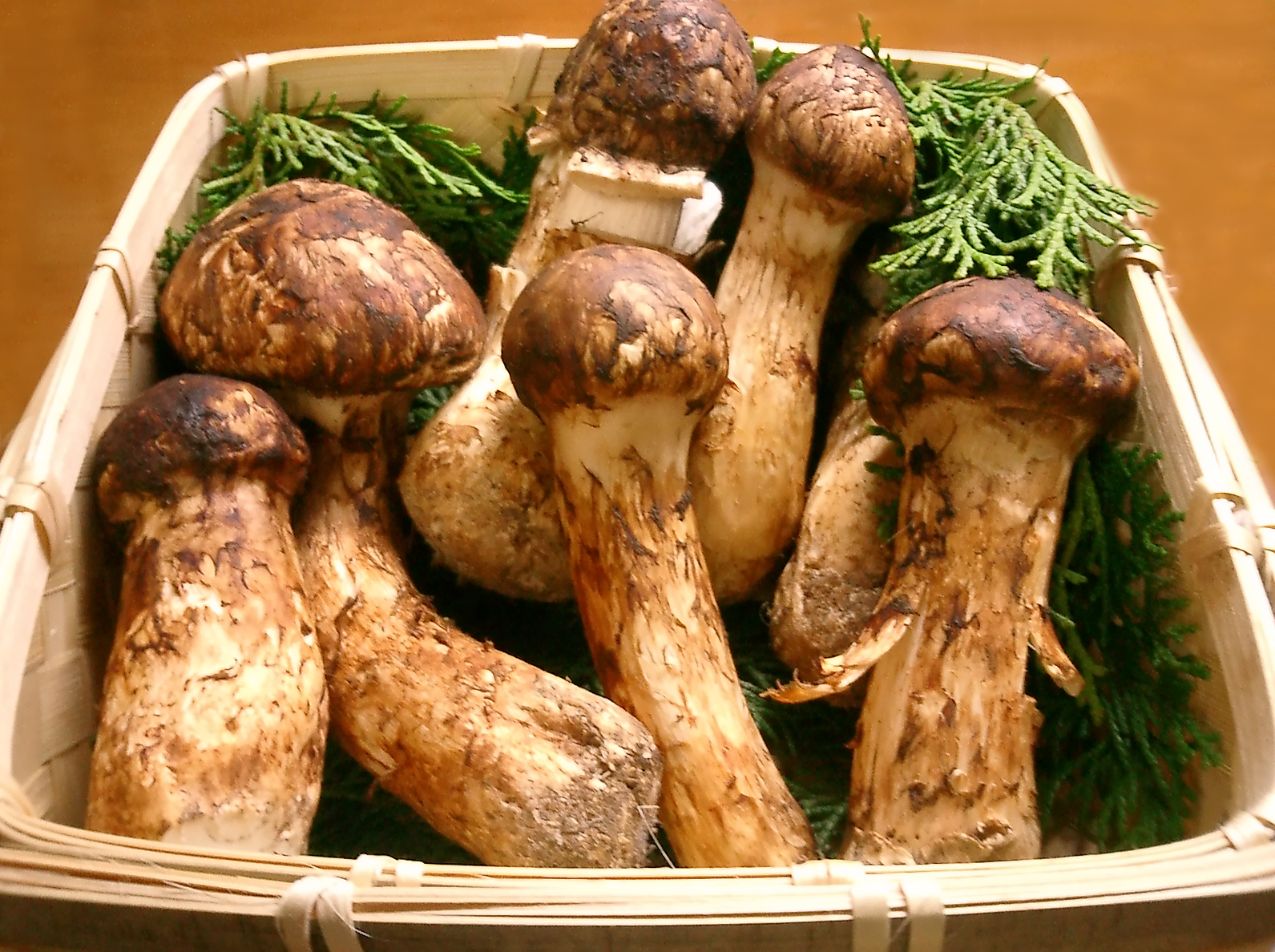
가을의 송이
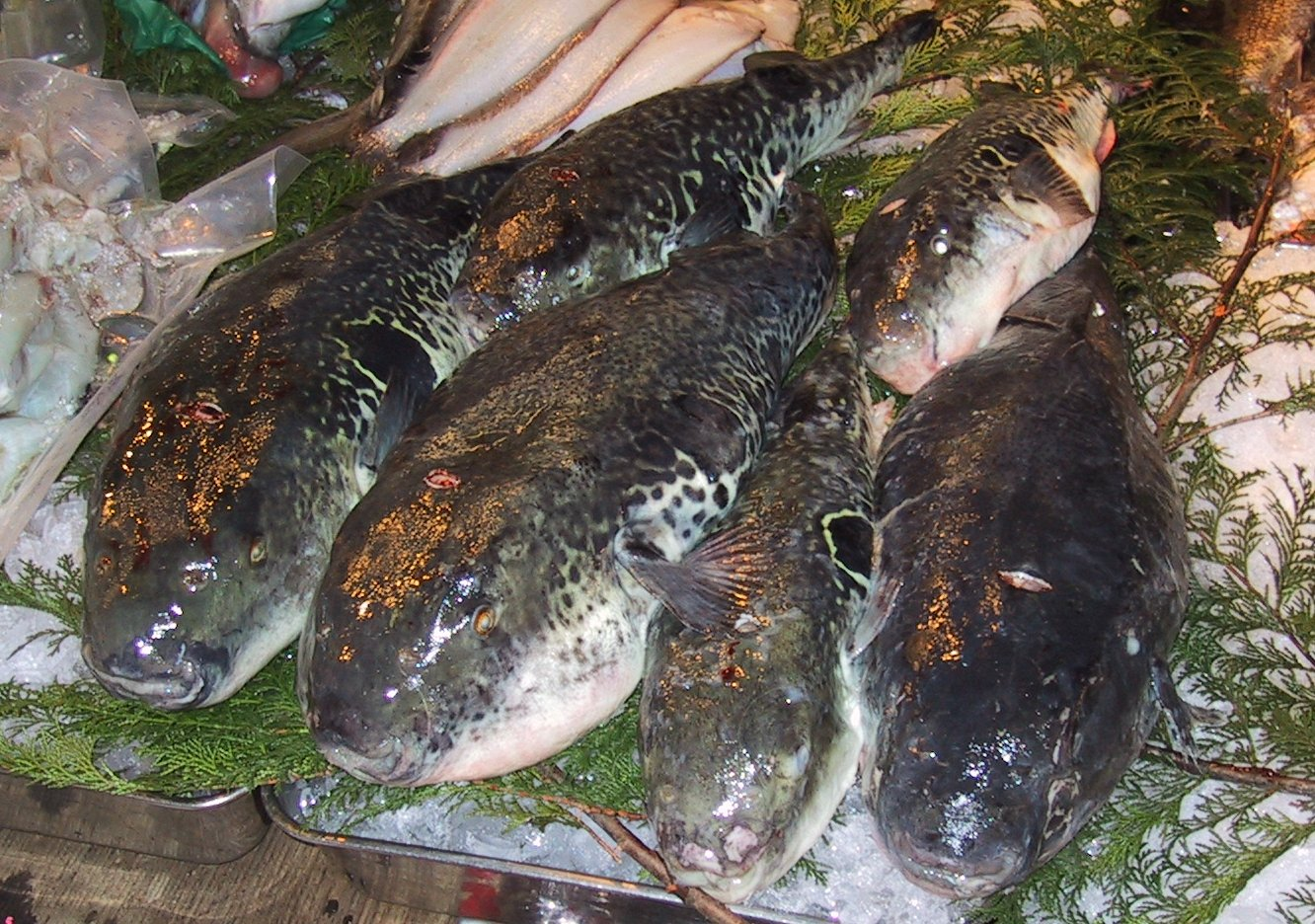
겨울의 복어

일본 요리는 계절감이 중시된다. 제철 식품은 맛있고 시장에 풍부하게 돌아다니며 가격도 저렴하고 영양가도 높아 맛을 즐길 수 있는 좋은 기회로 꼽힌다. 칠초죽처럼 들풀 특유의 자연스러운 떫은 맛과 쓴맛도 맛본다. 또 첫 가다랑어와 같은 계절을 선점하는 '하시리'(일본어: 走り), 가을에서 산란하러 강으로 내려가는 은어(일본어: 落ち鮎)와 같은 이듬해까지 먹을 수 없게 되기 직전의 '나고리'(일본어: 名残) 등 같은 식품이라도 하시리, 제철, 나고리를 통해 3번의 계절감을 즐길 수 있다.
계절의 표현은 자르는 방법이나 색깔로도 표현된다. 봄에는 연한 땅두릅 등을 벚꽃잎 모양으로 자르고, 여름에는 푸른 월과와 오이를 천둥이나 뱀의 배 모양으로 자른다. 가을에는 싱싱한 당근 등을 단풍잎이나 은행잎으로 자르고, 겨울이나 새해에는 유자를 솔잎으로 자르거나 당근을 매화로 자르거나 무와 당근으로 홍백을 표현하기도 한다.
또 산수를 담거나 여러 가지를 그려내는 것처럼 자연 자체를 표현해 그릇에 담아내기(일본어: 盛り付け)도 한다.

## 역사

### 구석기 시대

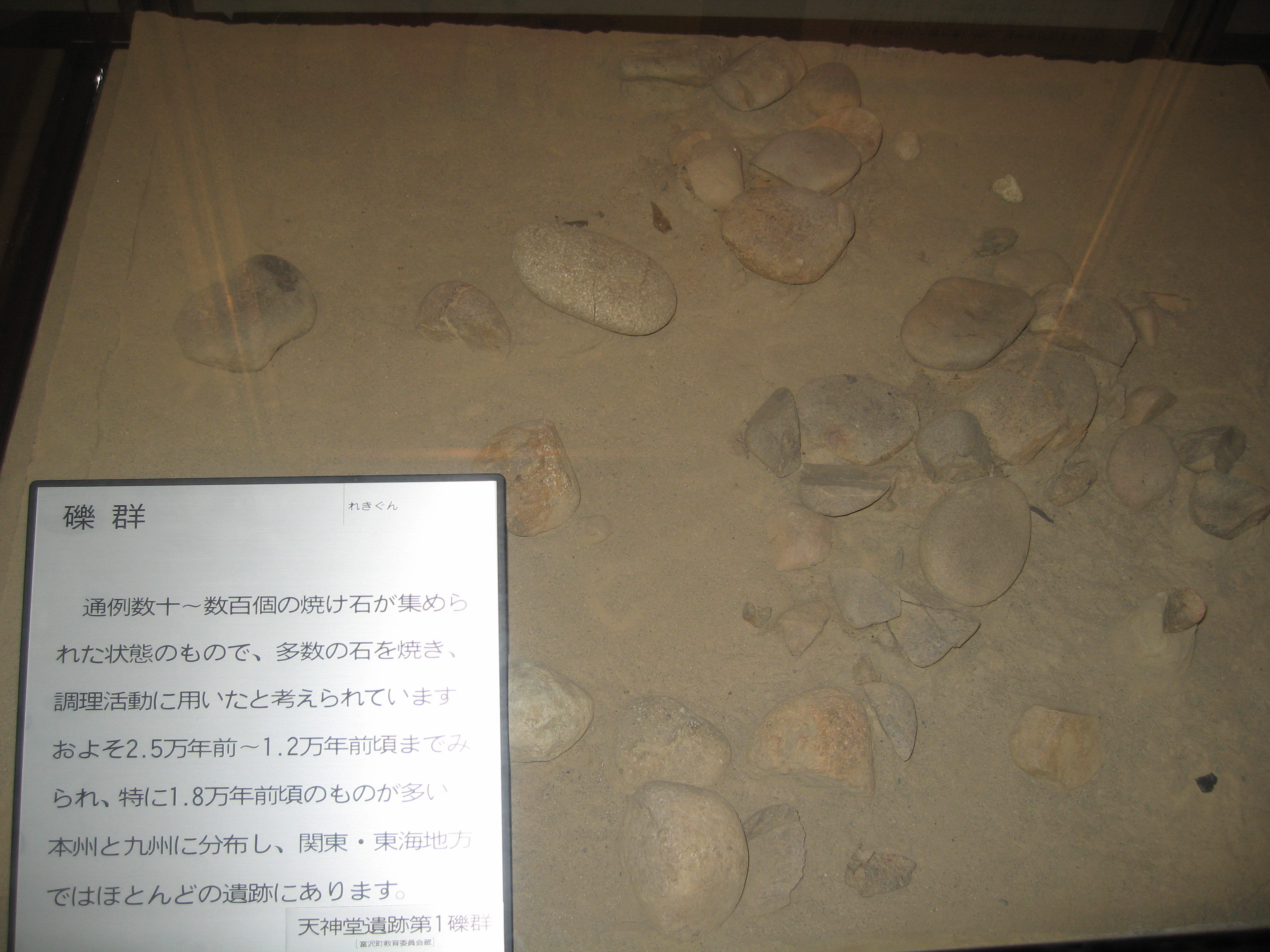
일본 구석기시대에 조리에 사용된 것으로 알려진 돌멩이들

군마현의 이와슈쿠 유적 플라이스토세의 롬층에서 구석기 시대의 석기가 발견되었다. 이와테현의 하나이즈미 유적에서는 약 2만 년 전의 흰머리물떼새, 벌떼새, 팔색사슴, 고라니, 나우만코끼리, 노랑부리사슴 등의 화석이 무더기로 모여 발견되었다. 이 화석들의 뼈는 석기로 자르는 등 해체 흔적이 있고, 연마하여 끝을 뾰족하게 만든 골각기와 고석으로 보이는 사용흔적이 있는 석기도 발견되었다. 이들로부터 하나이즈미 유적은 사냥으로 동물을 해체하고 식육을 얻은 사냥터로 여겨진다. 나가노현의 노지리호 호수 바닥에 위치한 다치가코 유적도 약 4만 년에서 2만 4000년 전의 나우만조코끼리와 나베오사슴을 주로 사냥한 지역으로 여겨지고 있다. 도쿄도의 노가와 유적 등에서는 역군과 배석(치석)이 발견되고 있다. 역군은 불에 탄 주먹만한 돌이 수십 개에서 100개 정도 한 곳에 묶인 것으로 동물질 유기물이 부착된 것도 발견되고 있다. 역군은 짐승고기를 굽는데 이용한 것으로 생각된다. 또한 목기나 나무껍질 등에 의한 용기에 물이나 식품과 함께 역군에 불에 달구어진 돌을 넣어 끓이는 데 사용했다고도 생각된다.
당시 일본열도는 대부분 냉대 기후 침엽수림이 펼쳐져 있고 식물성 식품은 부족하고 어로도 미발달하였기 때문에, 일본열도에 거주하던 인류는 대형 포유류를 사냥하는 것에 의존하며 생활했다고 여겨진다. 포유류 등의 동물은 복어 등 독이 있는 것이 적고 내장이나 근육, 피부나 지방이나 혈액, 골수나 뇌수 등 뼈나 털 등을 제외하면 대부분이 먹을 수 있는 부분이다. 기생충이나 미생물 등 병원체 문제도 있지만 날것으로도 먹을 수 있다. 생간이나 회, 카르파초, 육회, 스테이크 타르타르와 같은 날것 요리로 먹기도 하고, 불을 사용할 수 있는 상황이라면 역석 등을 이용하여 돌솥이나 찜구이 등의 야키니쿠와 같은 요리를 만들 수 있다. 또한 사이보시나 육포 등과 같이 건육으로 만들어 보존식으로 만들었다고도 생각된다.

### 조몬 시대

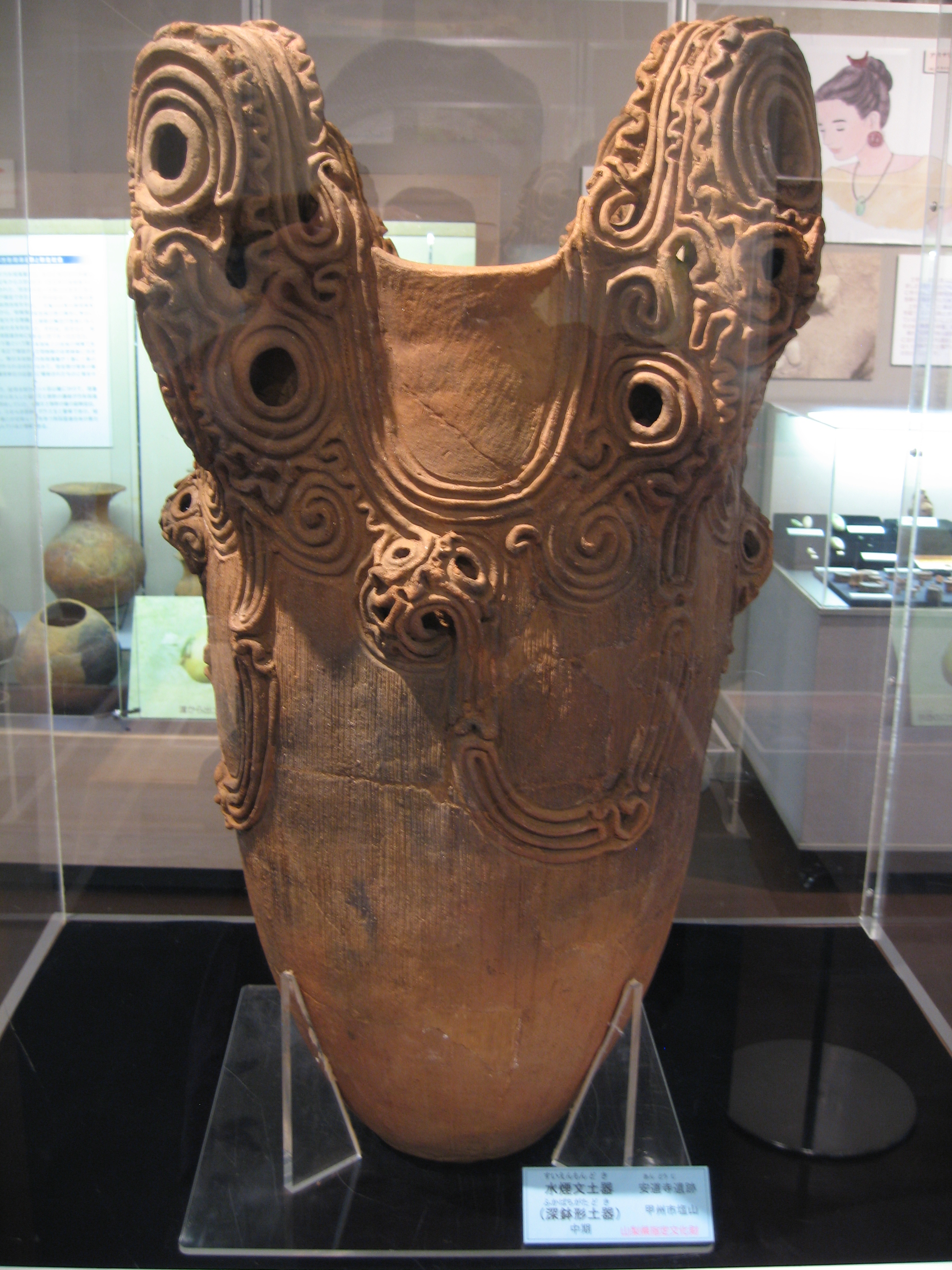
일본 조몬 시대에 사용했었던 스이엔 토기.

약 1만 년 전에 세계적인 기후 변화로 빙기에서 간빙기로 바뀌어 홀로세가 시작되었다. 일본열도에서는 온난화에 따라 침엽수림은 홋카이도나 고산대에 한정되었고, 혼슈 동쪽에서는 참나무와 졸참나무, 밤나무나 호두 등 낙엽 활엽수림이, 혼슈 서쪽과 시코쿠, 규슈, 류큐 열도에는 떡갈나무나 모밀잣밤나무속, 녹나무 등의 조엽수림이 펼쳐진다. 나우만코끼리나 팔색딱따구리 등 대형 포유류는 멸종 혹은 서식하지 않게 되고, 꽃사슴이나 멧돼지 등 중소 포유류가 늘어난다. 해면의 상승에 따라 대마난류의 유량도 증가해 동해도 태평양과 함께 난류와 한류가 만나는 양어장이 된다. 일본 풍토의 변화에 따라 조몬 시대가 시작되었고, 간석기와 함께 조몬 토기가 사용되었다. 세계적으로는 중석기 시대 혹은 신석기 시대에 해당하지만, 조몬 시대에는 농경이나 목축은 보급되지 않았고 채집과 더불어 수렵이나 어로를 주로 하는 생활이 이어졌다.
토기를 이용하여 삶는 것이 발달하면서 채집을 통한 식물성 식품의 이용이 증가하였다. 수혈주거 근처에 구멍을 파서 비축한 호두, 도토리, 밤나무, 상수리나무 등의 견과류가 많이 출토되고 있다. 호두는 지질이 많이 함유되어 생으로도 먹을 수 있지만 밤이나 도토리나 상수리나무 열매는 전분을 많이 함유하고 있고, 생 베타전분은 소화가 잘 되지 않으므로 물과 열로 결정구조를 파괴하여 알파 전분으로 바꿀 필요가 있다. 또 도토리는 탄닌을 포함한 종류가 많아 돌접시와 마석으로 으깨거나 가루로 만들어 물에 노출시키거나 삶아 잿물을 빼냈다. 상수리나무 열매는 비수용성 사포닌과 알로인을 포함하여서, 재를 첨가한 다음 삶아서 잿물을 빼냈다. 또 칡·고사리·참마·노백합·석산 등 야생고구마류도 알칼로이드 등의 독을 물에 노출시켜 제거하고 전분을 이용한 것으로 추정된다. 동식물의 유물을 통한 조사와 유골 콜라겐 동위원소 비율에 따른 조사에서, 일본 열도에 살던 인류가 이 식물성 전분에서 열량의 대부분을 얻었다는 것이 밝혀졌다. 식물성 식품의 이용이 증가함에 따라 기존의 식육이나 간이나 혈액 등에서 섭취하던 소금을 직접 만들 필요성이 생겨 바닷물을 토기에 삶는 제염도 이루어졌다. 일본 원산의 향신료인 초피를 넣은 토기도 발견되었다. 재배작물인 밀, 대맥, 조, 들깨, 녹두, 조롱박 등도 그 양은 적지만 조몬 시대 유적에서 출토되고 있다.
사냥을 통해 얻은 짐승고기는 대부분 멧돼지와 꽃사슴이었으며, 그 외 시로속, 아무르큰곰과 반달가슴곰, 너구리, 오소리 등도 사냥했다. 또 꿩, 오리, 기러기 등 조류도 사냥감이었다. 사냥할 때의 무기는 조몬 시대에 등장한 활과 화살을 사용했으며 덫이나 함정 등도 이용하였다. 또한 개는 사육을 통해 사냥개로 사용한 것으로 여겨진다. 홋카이도에서는 물범이나 큰바다사자, 물개아과 등의 해양 포유류 등을 대상으로 사냥하였으며 회전식 이두작살이 이용되었다. 멧돼지는 이즈 제도와 홋카이도에서 유물이 발견되어, 일본 학계에서 이동과 사육, 동물 의례 등에 대해 논의하고 있다.
어로로 잡은 어패류는 패총을 주로 형성하는 대합과 바지락, 굴, 재첩 등 이매패류가 많다. 후미진 만에 사는 농어와 숭어, 감성돔과 잉어 등은 골각기를 이용한 작살와 석추를 이용한 어망도 이용해 잡았다. 또 정어리나 고등어 등 작은 물고기를 대상으로 한 어망도 있다. 도호쿠 지방의 산리쿠 연안에서는 외양성 참치와 청새치를 골각기를 이용한 낚싯바늘이나 회전식 이두작살을 사용해 잡았다. 규슈 북서부에서도 외양성 참치나 삼치, 만새기나 상어를 골각기를 이용한 조합식 낚시 바늘로 잡았다. 내륙 하천에서의 연어나 송어도 홋카이도나 도호쿠 지방에서는 중요한 식품이었다고 보는 견해도 있다.

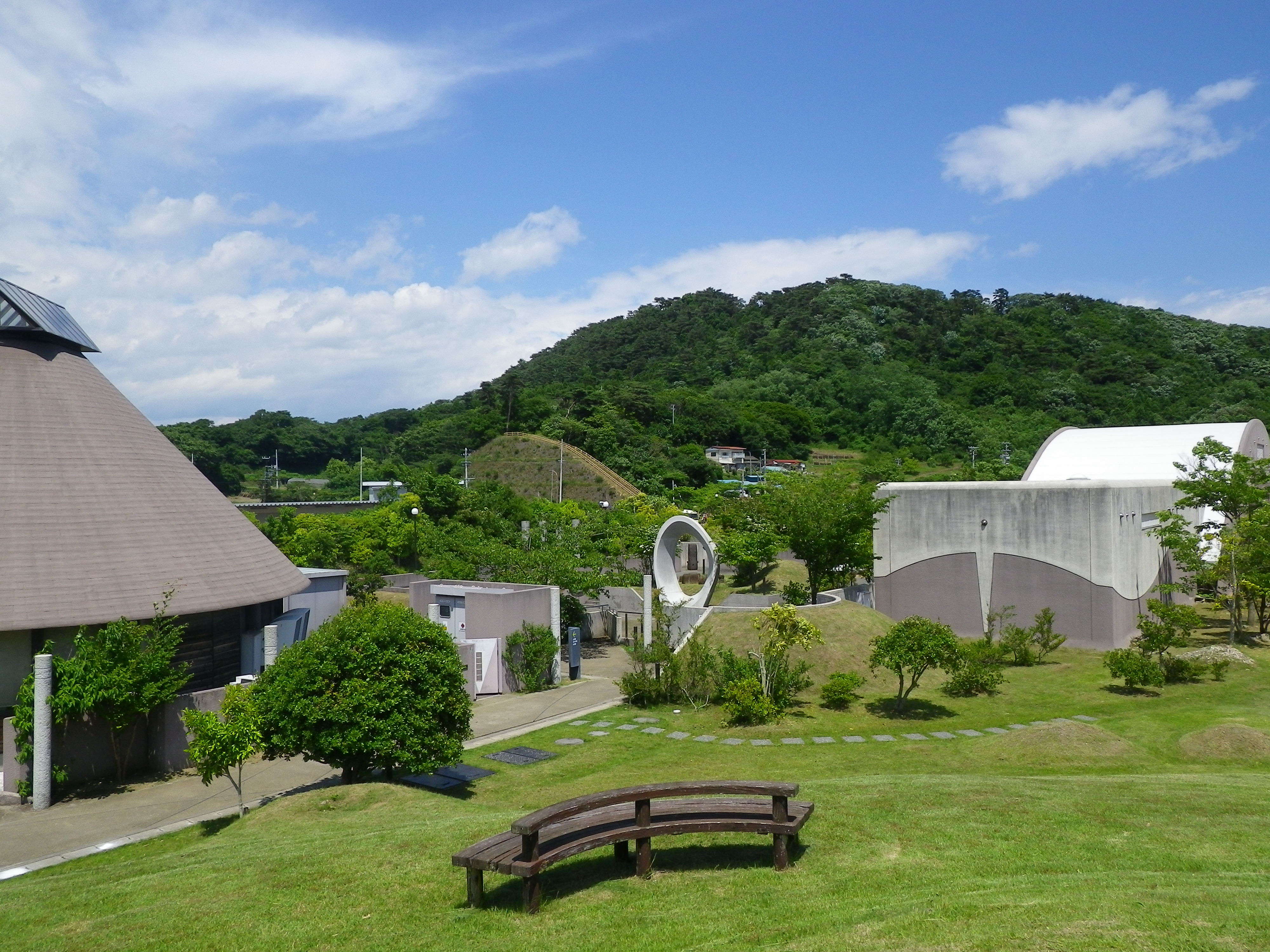
오쿠마츠시마 조분무라 역사자료관의 전경. 사토하마 패총에서 출토된 조몬 토기와 골각기, 석기, 장신구, 조몬인의 식량인 물고기와 짐승의 뼈 등을 전시하고 있다.

음식으로는 비스킷이나 쿠키처럼 견과류 등 전분을 반죽해 재 속에서 구운 같은 조몬 쿠키가 출토되고 있다. 또한 일본 학계에서는 토기의 이용으로 전분을 당고 모양으로 만들어 끓인 스이동 같은 것이나 물에 풀어 삶아 죽 모양으로 만든 것도 고려한다. 짐승고기나 어패류는 스이동이나 죽에 섞거나, 국이나 스이모노 같은 수프, 또는 나베모노의 형식으로 먹었을 것이라 추측한다.
조몬 시대의 식생활은 자연뿐만 아니라 인구밀도 등을 포함한 생태학적 조건에서도 다르며, 나아가 홋카이도 레분섬의 후나카 유적과 하마나카 2유적처럼 같은 시기 같은 지역에 있어도 집단의 역사적, 사회적 문화에 따라 다르다. 류큐 열도에서는 조몬 시대를 오키나와 가이즈카 문화의 전기라고도 부르며, 이와식 토기와 오기도식 토기를 동반한 독자적인 문화이기도 하다. 또한 류큐 열도 하테루마섬의 시모다하라 패총에서는 야에야마 토기와 피라형 석기, 멧돼지 뼈가 출토되었으며, 이 무렵 사키지마 제도에서는 어로와 함께 고구마와 조 밭농사 농경과 멧돼지 사육이 이루어지고 있었던 것으로 생각된다. 이 문화는 규슈, 오키나와섬 등으로부터의 조몬 문화의 영향을 거의 받지 않으며, 대만과 강남의 영향을 받은 독자적인 문화로 여겨진다. 이처럼 지역과 시대, 집단에 따라 다양한 식문화를 동반한 조몬 시대는 다양한 정의가 있지만, 일본 학계에서는 조몬 토기를 기준으로 홋카이도에서 오키나와까지 일본 열도의 거의 전역을 대상으로 하며 약 1만6000년에서 1만2000년 전에 시작되어 기원전 900년에서 기원전 400년까지 지속되었다고 본다.

### 야요이 시대

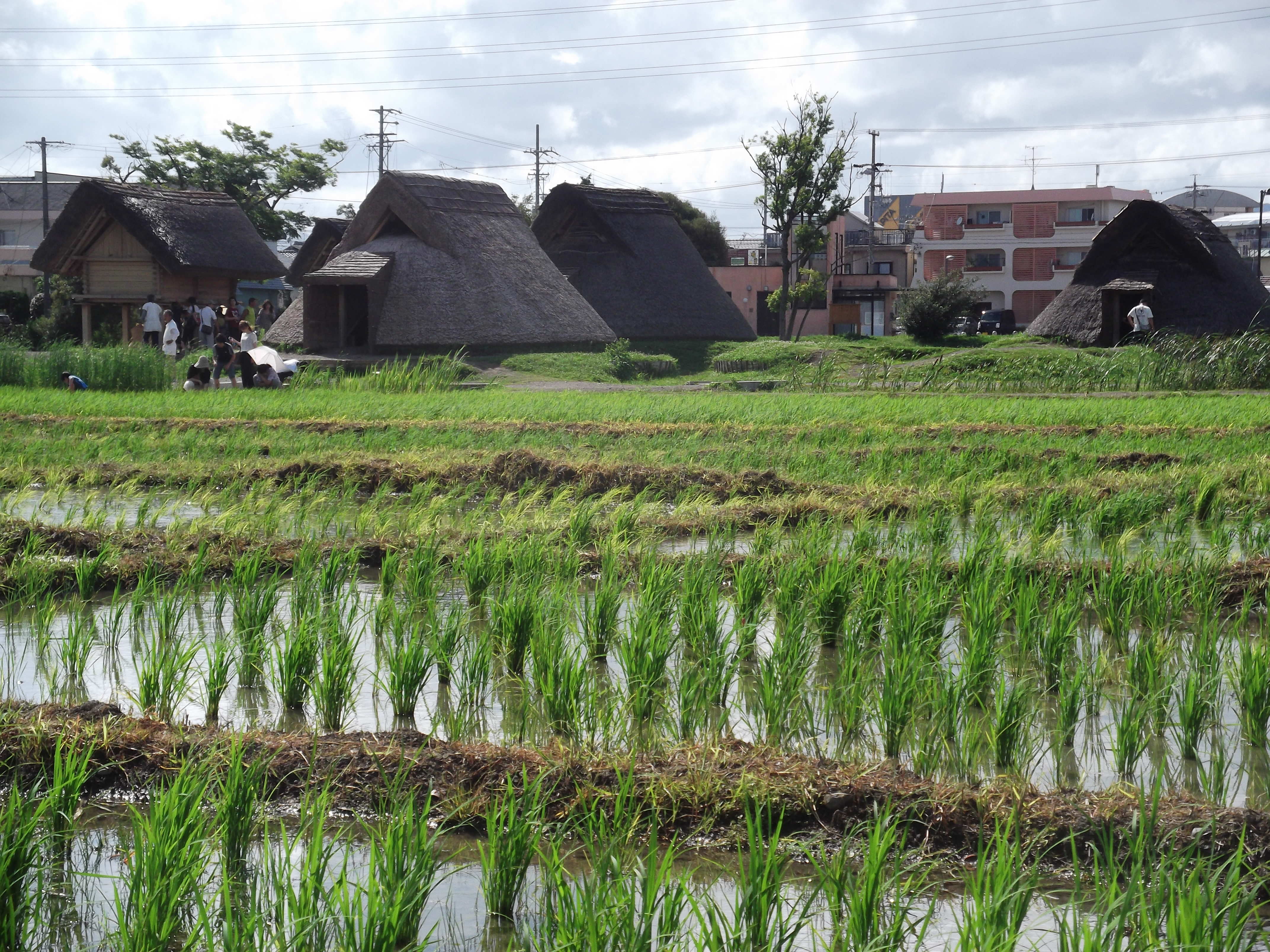
일본 야요이 시대의 논을 복원한 토로 유적 일대. 시즈오카시 스루가구에 위치하고 있다.

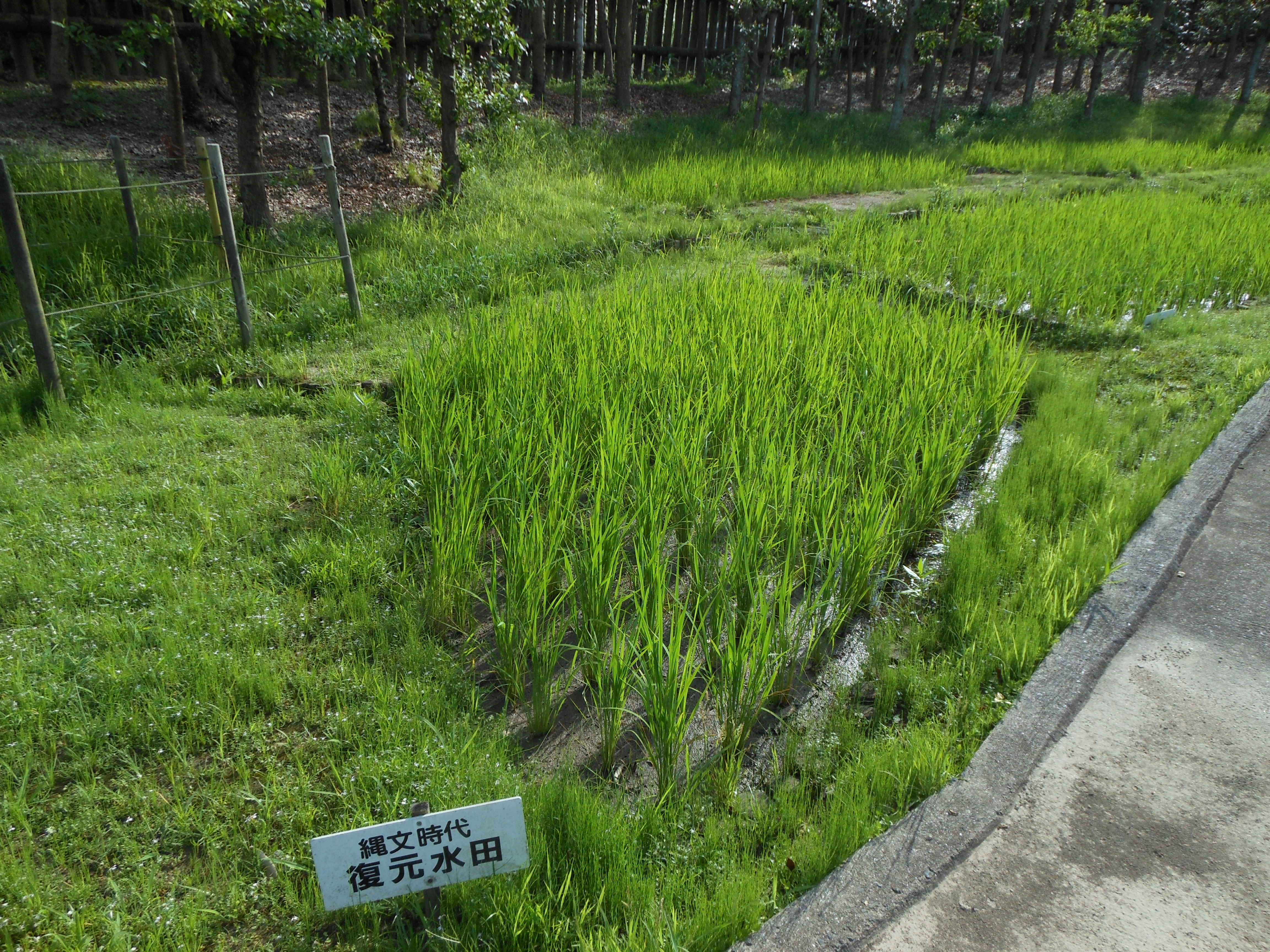
복원된 나바타케 유적의 논

일본열도에서는 조몬 시대 홋카이도에서 조기 나카노B유적에서 피류가 발견되었고, 전기의 미사가이즈카 유적에서 밭터로 생각되는 유구가 발견되었다. 또한 중기의 우스리 B유적에서 조가 발견되었고, 말기의 시오야 3유적에서 보리와 조가 발견되었다. 조몬 시대 홋카이도에서 출토되는 곡물류는 연해주 등에서 전파되었던 것으로 추정된다. 조몬 시대 중기 이후의 혼슈와 규슈 등의 유적에서는 벼와 보리, 밀, 조, 피, 기장 등이 발견되었고, 후쿠오카현의 쿠리나라 유적에서는 밭터가 발견되었다. 조몬 시대에 중국 대륙에서 밭작물로 벼를 포함한 곡물이 전파되었고, 육지 벼 재배를 포함한 밭농사가 이루어졌다고 여겨진다. 또한 후쿠오카현의 이타즈키 유적과 사가현의 나바타케 유적 등에서 용수로와 논두렁이 정비된 조몬논이 나무 괭이와 돌칼 등의 농기구과 함께 발견되었다. 규슈 북부에서 발견된 정비된 논과 농기구를 동반하여 완성된 이 논농사 문화가 육미 재배를 포함한 밭농사로 발전한 것은 아니다. 기원전 2000년대 후반부터 기원전 1000년대 전반에 걸쳐 중국 대륙의 강남과 강회 지방에 전개되었던 금석 병용기 기하학 인문도 문화 전기의 완성된 논농사 농경 문화가 한반도를 거쳐서 혹은 동중국해에서 직접 규슈 북부로 이민과 함께 전해졌다고 여겨진다.
규슈 북부로 전해진 논농사 문화는 급속히 서일본을 중심으로 긴키 지방까지 전해지지만, 동일본에는 전해지지 않고 정체되는 시기가 있다. 이는 서일본의 조엽수림에 비해 동일본의 낙엽 활엽수림이 식품이 풍부했던 점, 서일본을 중심으로 밭벼 재배를 포함한 밭농사가 보급되어 논농사를 수용하기 쉬웠던 점, 당시 벼가 한랭지인 동일본에 부적당했던 점 등을 고려할 수 있다. 기원전 전후가 되면 한랭지에 적합한 벼 품종 등에 따라 혼슈 최북단 아오모리현까지 논농사 문화가 전해진다. 기원전후에는 다시 철제 농공구가 보급되었다. 일본 열도에 논농사 문화가 보급된 시대는, 기존의 조몬 토기에 비해 얇게 성형되어 보다 고온으로 구워진 야요이 토기를 동반하였기 때문에 야요이 시대라고 불린다. 일본 학계는 야요이 시대가 기원전 900년경에 시작되어 기원후 400년경까지 계속되었다고 본다. 한편, 한랭한 홋카이도에서는 야요이 시대에는 벼농사 문화가 미치지 못하고, 조몬 시대부터 계속되는 채집이나 수렵이나 어로에 의한 문화가 계속되었는데, 일본 학계에서는 이를 조쿠조몬 시대라고 불리며 기원후 7세기까지 조쿠조몬 시대가 이어졌다. 오키나와 등 류큐 열도에서는 오키나와 가이즈카 문화의 후기라고도 불리며, 이 시기는 1300년 동안 계속되었다.
야요이 시대 일본 열도의 모습은 기원전후에는 100여 개의 소국이 분립해 있었다고 한서 지리지에 기록되어 있다. <위지 왜인전>에서는 기원후 239년에 여러 수장국 중 히미코가 통치한 야마타이국이 위나라에 조공하고 또 위나라 사절이 찾아왔다고 기록되어 있다. 위지왜인전에서는 또한 '물에 잠수하여 조개나 생선을 채취한다', '벼나 조를 재배한다', '따뜻한 기후에서 연중생 채소를 먹는다', '생강이나 감귤류, 산초, 명하가 있으나 요리에 이용하지 않는다', '나무나 대나무 그릇을 이용하여 손으로 먹는다', '음주를 선호한다' 등 요리나 식사에 관한 기록도 있다.
아시아 벼는 길이가 높고 열대에 적합하며 추위에 약한 장립으로 끈기가 적은 인디카쌀과 길이가 낮고 저온에도 대응하며 짧고 둥근 알갱이로 끈기가 많은 자포니카쌀으로 크게 나뉜다. 야요이 시대에 일본 열도에 전해진 벼는 자포니카종이며, 11세기 이후에 이르러 인디카종이 여러 차례 반입되었으나 현대에 이르기까지 널리 보급되지는 못하고 있다. 또한 벼는 인디카종과 자포니카종과 함께 전분의 하나인 아밀로스 함량으로 찹쌀과 멥쌀로도 나뉜다. 야요이 시대에 일본 열도에 전해진 벼는 중국에서 멥쌀 재배가 선행된 점, 기기 등에 찹쌀이나 떡이 등장하지 않는 점, 찹쌀떡이 나라 시대의 '쇼쇼인 문서오바리 정세금장'이 초출된 점 등에서 멥쌀이었을 것으로 생각된다. 그러나 일본 학계에서는 조몬 시대의 밭벼 등은 중국 남부나 동남아시아에서 찹쌀이 전해졌고, 야요이 시대에는 찹쌀과 멥쌀이 혼재되어 있었다는 견해도 있다.

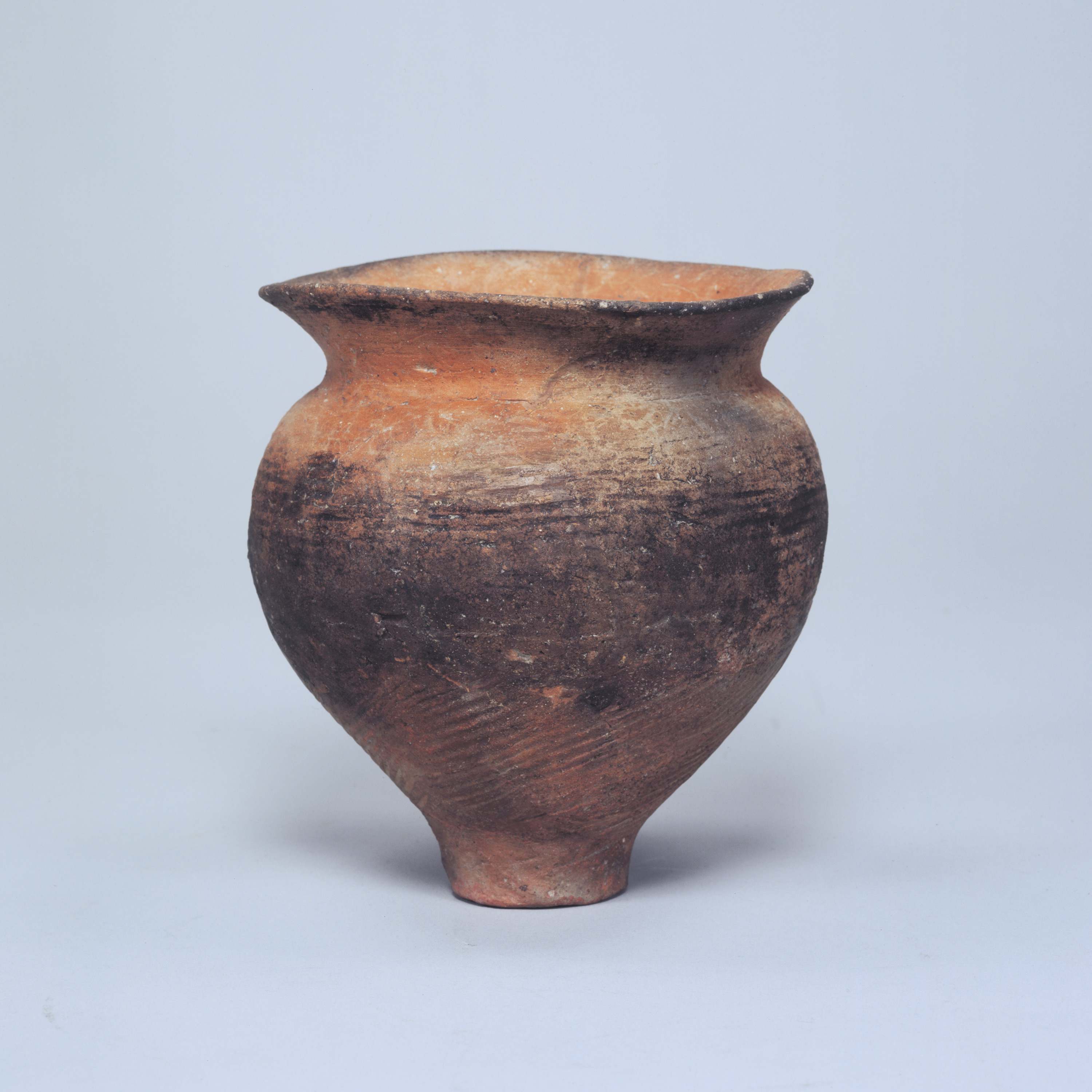
오사카부 가시와라시 및 후지이데라시의 하나바시 유적에서 출토된 항아리. 1세기에서 3세기 사이에 제작된 후기 야요이 시대의 토기다. 하나바시 유적이 위치한 긴키 지방에서는 후기 야요이 시대에 토기를 대량으로 생산했다. 도쿄 국립박물관에서 보관하고 있다.

야요이 시대에는 논농사가 보급되었지만 생활이 농경만을 기반으로 한 것은 아니며, 농경을 하면서 기존의 수렵채집과 어로도 함께 행하였다. 또한 피토리스 조사에 따르면 야요이 시대에 전적으로 벼를 장기간 재배한 것은 아니며, 수수속 등도 재배되어 생산량도 많았을 것으로 생각된다. 종자 유물에서도 잡곡 등으로 불리는 조와 피, 수수 그리고 보리 등의 곡물과 콩과 메밀 등의 준곡물도 많았다. 도토리 등 견과류는 벼를 넘어서 많이 출토되었다. 멧돼지와 사슴은 중요한 사냥감이었으나, 논밭을 휩쓸고 다니는 해수 구제의 측면도 있었던 것으로 여겨진다. 또한 사슴에 대한 멧돼지의 비율이 증가하고 두개골의 변화로 미루어보아, 일본 학계에서는 이 시기에 멧돼지가 가축화되어 돼지가 되었다고 판단한다. 돼지 외에도 소나 말, 닭이 반입되어 길러졌으나 많이는 출토되지 않았으며, 또한 닭은 먹을 대상이 아니었다. 개는 사냥개로도 사용되었으나, 매장되지 않은 해체 흔적 등으로 미루어보아 식용 대상이 되기도 했다고 판단했다. 돼지나 소, 말 등의 사육은 농경 사회 옆에서 소규모로 이루어졌고 젖 이용 등을 목적으로 한 것이 아니었기에 목축이 아니었다. 어로에서는 이전 신석기·조몬 시대의 어로에 더하여 논이나 용수로 등의 민물에서 잉어나 붕어, 메기나 미꾸라지, 우렁이 등을 대상으로 한 어로가 이루어진다. 또한 만 안의 어로에서는 관상토수를 이용한 그물잡이나 낙지잡이 등이 이루어졌다. 또 동일본 태평양측이나 서북 규슈에서의 외양 어로도 이루어졌다. 일본 학계는 이러한 사실을 통해 농경과 사회의 변화가 수렵과 어로에도 변화를 가져오고 있다고 보았다.
요리는 쌀 등 곡식을 지은 밥이 있다. 야요이 토기에는 바깥쪽에 그을음이, 안쪽에 쌀알이 묻은 것이 출토되는 것으로 미루어보아, 일본 학계에서는 야요이 시대에 지어졌던 밥이 현재와 같은 취사건조법에 의한 밥으로 본다. 쌀은 절구와 맷돌로 만든 정미였다. 또한 타액에 의해 당화된 입물림술이나 누룩을 이용하여 밥으로 술을 양조하였다. 붕어 등으로 젓갈과 액젓, 멸치 등도 만들었다고 생각된다. 야요이 토기 중에는 조림에 이용한 냄비 등뿐만 아니라 식기 형태의 것도 출토되었다.
야요이 시대의 유적에서는 도토리가 가장 많이 출토되는데 농경이 보급되면서 쌀과 조를 주식으로 하고, 계수육, 생선, 해조, 채소, 산나물을 부식으로 하는 와쇼쿠의 기본이 마련되었다. 가축으로 도입된 돼지를 먹는 것은 꺼려졌고, 닭도 시키즈게도리로 예외가 되었으며 계란조차 먹지 않았다. 식사는 신사의 찬으로 차려졌고, 신사 후에 연회에서 신주와 마을 사람들이 함께 먹는 신인공식(일본어: 神人供食)문화가 발생했다.

### 고훈 시대
3세기 나라현 완향유적에 등장한 거대한 왕묘 전방후원분 등 고분이 이후 일본 각지에 퍼졌기 때문에 3세기 중반부터 7세기 초까지 일본의 시기를 고훈 시대라고 불린다. 5세기 중기의 고도의 기술에 의한 철제 U자형 쟁기와 곡날 낫, 6세기 후반에 등장해 대갈퀴에 사용하는 말호미와 7세기에 등장해 경작에 사용하는 쟁기에 의한 우마의 이용, 7세기 초 오사카부 사야마 연못 등을 위해 연못 축조와 장대한 제방에 의한 하천의 제어, 7세기 후반의 조리제의 등장 등이 배경에 있다. 고분 주위나 위에 늘어선 하니와에는 사슴이나 멧돼지, 개 등의 사냥을 그린 것, 말이나 닭을 형상화한 것 등 지배자에 의한 사냥과 승마가 있었다. 한반도에서 전해진 스에키에는 시루가 다수 발견되는 것으로 보아 쌀을 쪄서 빚었던 것으로 여겨진다. 또 기존의 화로를 대신하여 가마도가 주거지에 설치된다.

### 아스카·나라·헤이안 시대
<고사기>에는 토요아시하라노치아키나가이아키노미즈호노쿠니(일본어: 豊葦原千五百秋瑞穂国)가 벼이삭이 열리는 나라로 기록되어 있다. 헤이안 시대 말기에는 찜통에 찐 밥을 대신하여 현대의 밥과 같은 취사한 밥도 먹지만 취사밥의 보급은 뒷시기에 이루어진다.
<일본서기>에는 요리에 대한 기술도 있다. 주식과 부식에 의한 식사 구성이 정착되어 쌀, 보리, 조 등을 오코와나  밥, 죽으로 만들어 먹었다. 부식에는 해조·어패류가 이용되었다. 육식의 경우 675년 덴무 천황이 소·말·개·원숭이·닭의 살생 금지령을 내려 겉으로는 식용으로 여겨지지 않게 되었다. 하지만 이전부터 관습으로 먹던 멧돼지와 사슴은 살생 금지 대상이 되지 않았다. 요리법으로는 생물, 구이, 조림 외에 삶기, 끓이기, 무치기, 볶기 등이 있었다. 가공법으로는 히모노·시오카라·쓰케모노·스시 등이 있었다. 다이쿄에서는 밥에 회와 건어물에 더해 건어물과 튀김을 포함한 가라쿠다모노(일본어: 唐菓子), 키가시라고 불리는 과일 등이 교자상에 차려졌다. 젓가락과 함께 숟가락도 사용되었다. 조미료는 식사를 할 때 간을 맞추었으며, 소금이나 식초, 장(간장), 술이 조미료로 사용되었다.

### 가마쿠라 시대
가마쿠라 시대에는 무사들의 지지를 받은 선종과 함께 사찰음식이 전해지면서 조림(일본어: 煮染), 주전(일본어: 酒煎) 등 조미기법이 발달했다. 차와 더불어 두부, 킨산지미소 등 식품가공기술이 대중에 전해졌다. 사찰의 점심에서 우동이나 만두, 양갱 등이 민간에 퍼졌다.

### 무로마치 시대
무로마치 시대에는 현대의 밥솥밥과 같은 히메이이(일본어: 姫飯)가 널리 보급되었다.
무로마치 시대에는 유소쿠 요리에서 파생된 혼젠 요리가 확립되었다. 이세키 요리나 가이세키 요리에도 영향을 미치고 있어 육수와 함께 일본 요리의 기초가 확립되었다고 평가하는 주장도 있다. 쇼유가 무로마치 시대부터 만들어져 이용되었다. 무로마치 시대에는 가다랑어와 다시마를 사용하고, 불을 이용한 구이와 조림, 국이 많이 나오게 되는 무가(武家) 특유의 요리가 정리되어 일본 요리로 탄생하였다.
무로마치 시대에 요리서 『시조류식도서』나 『오오쿠사야 요리서』가 쓰여졌다고 한다. 사찰음식이 발달하였고, 맑은국의 개념이 생겨났다. 아즈치모모야마 시대에 일본에 온 주앙 호드리게스는 저서 『일본교회사』에서 「능」(실천적 교양)으로 「궁술·축국·식도」를 꼽았다.

### 아즈치모모야마 시대
가이세키가 아즈치모모야마 시대에 정립되었다. 리큐 시대의 다회기에서는 다회 식사에 대해 '회석(會石)', '행동(行動)'이라고 기록하고 있어 본래는 회석 요리와 같은 기원이었음을 알 수 있다. 이는 다도의 발달에 따른 것으로, 센노 리큐의 영향이 크다. 남만선에 의해 덴푸라와 간모도키 등의 남만 요리와 카스텔라와 별사탕 등의 남만과자가 전해졌다.

### 에도 시대

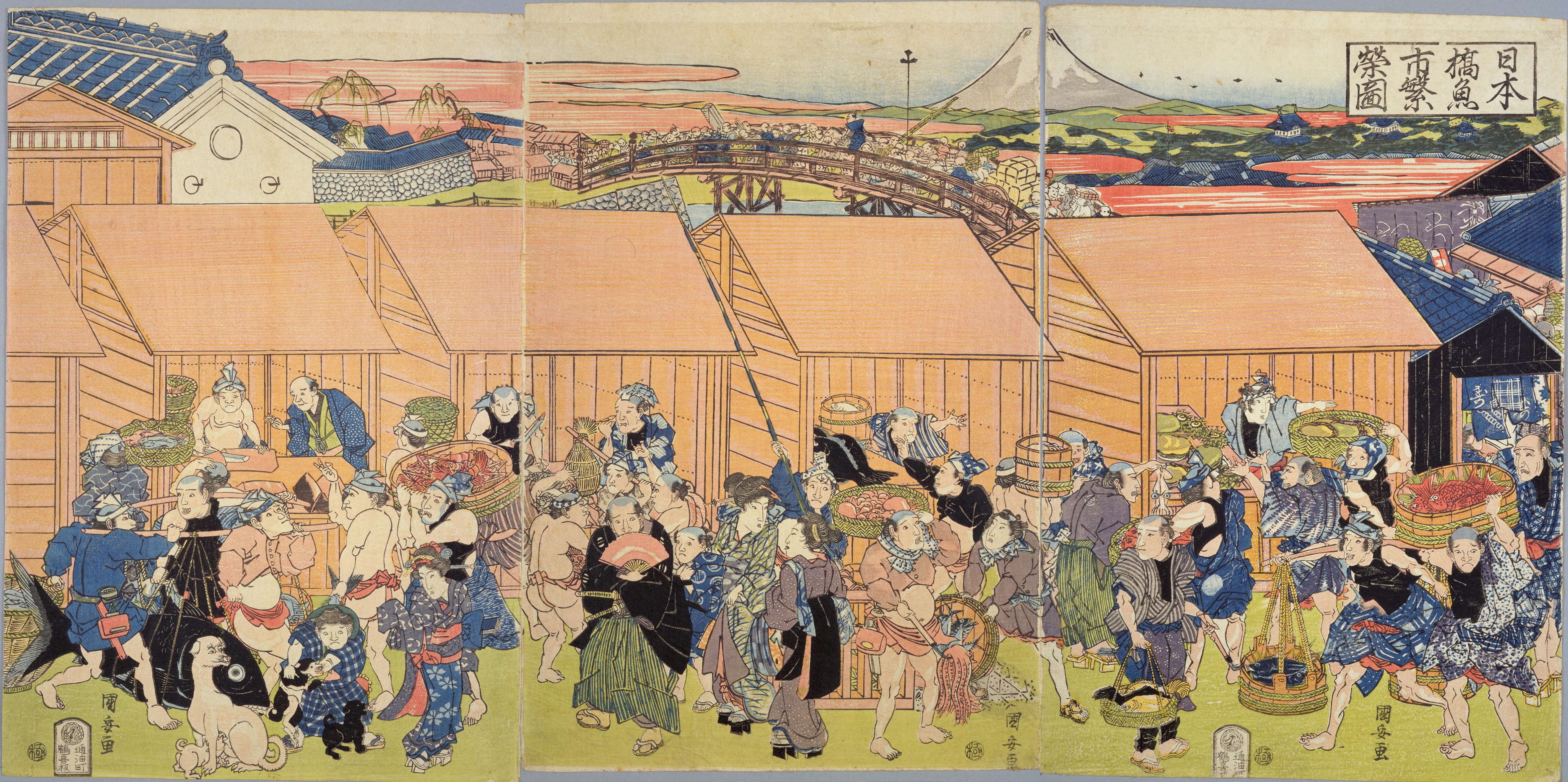
우타카와 쿠니야스가 그린 에도 시대 니혼바시에 열렸던 어시장.

일본 요리문화의 기본적인 형태는 고대부터 중세에 걸쳐 귀족들이 전해 온 생선과 새를 축으로 한 요리에 사원에서 발달한 사찰음식이 결합되고, 여기에 무가 상층의 식사양식의 영향을 받아 무로마치 시대부터 에도 초기에 걸쳐 성립되어 에도 후기에 더욱 성숙해졌다. 그 특징은 조닌선 , 접시 수가 많은 것을 대접하는 것부터 소량씩 배식하는 것(난쥬난사이, 일본어: 何汁何菜), 음식은 남기는 것이 당연한 것, 정리식이 아닌 골라 먹는 것, 수육이 극단적으로 적은 것, 술자리상을 제일로 하는 것 등이 있다.

#### 간토 지방

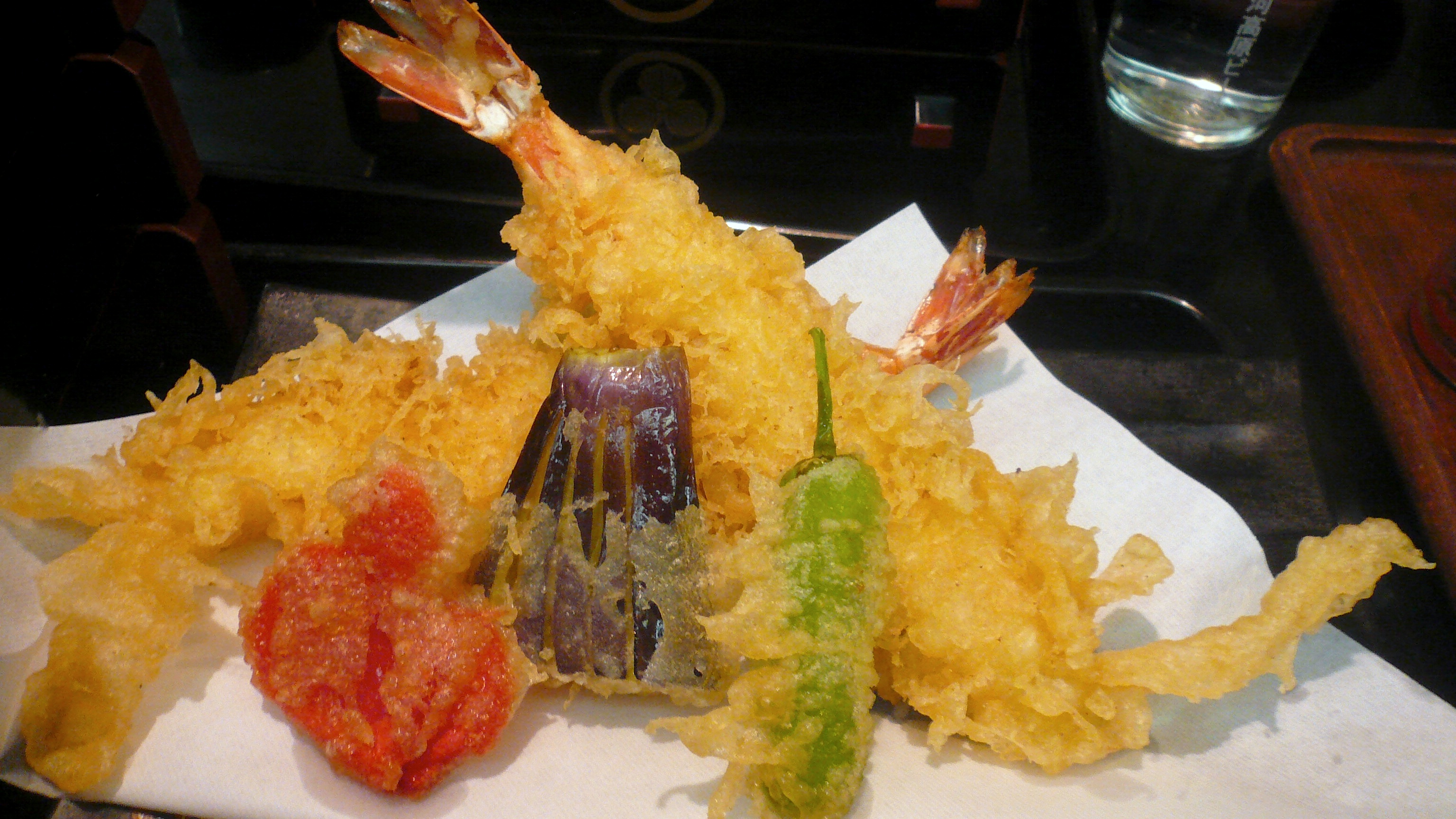
덴푸라는 대표적인 에도 요리로, 에도 시대 전기인 1669년 <식도기>에 처음 등장했다.

간토 지방의 경우 에도 요리라고 불리는 지역 재료를 사용한 요리가 발전했다.
<에본 에도 후소쿠 오라이>에 '에도시 나카마치가가 있는 토지로 해, 동분에 이르면 군고구마 가게가 없는 곳은 없다'라는 기록으로 미루어볼 때, 겨울철 에도에서는 군고구마 가게가 대인기였다고 추론할 수 있다. 첫 가다랑어와 첫 가지 등 미신을 믿기도 했다. 에도 요리의 국물은 가쓰오부시를 사용했고 간장은 진한 간장을 사용했다. 후추 등 향신료도 이용되었고, 호방(芳飯)과 게이항도 들어왔고, 조스이나 파죽 등의 죽도 먹었다.

#### 간사이 지방
교토(京都), 오사카(大阪)의 요리는 '가미가타 요리'(일본어: 上方料理)라고 불렸다. 기타마에부네로 홋카이도산 다시마가 수송되었다. 세토우치의 어패류와 근교의 채소에 더해 전국의 산물도 모아졌기 때문에 '제국의 부엌'이라는 평을 받았다. 그 중에서도 교토 요리는 "교 요리"(일본어: 京料理)라고 불렸다. 교 요리는 채소와 건어물, 콩 가공식품을 중심으로 한 소재의 맛을 살리는 세련되고 간간한 요리로, 일본에서는 맛뿐만 아니라 외형과 분위기를 포함해 오감으로 즐기는 요리라는 이미지가 일반적으로 나타나고 있다. 교토에서는 지리적 배경으로 인해 오사카와 같은 신선한 해산물 자원이 부족했기 때문에 검소한 소재를 활용하기 위한 요리 기술이 발달했다.
교토 주변의 해안도시인 오사카와 고베의 경우, 세토내해의 동쪽 끝에 해당하는 오사카만과 접하고 있으며, 기탄해협을 통해 기이 수도로 나갈 수 있다. 세토내해와 오사카만에서는 문어, 오징어, 붕장어, 보리멸, 새우, 해삼 등이 잡혔으며, 세토우치 지방에 사는 사람들은 이를 활용한 요리를 먹어왔다.

### 메이지 유신 이후
메이지 시대에는 육식이 공개적으로 해금되고 에도기에는 잘 먹지 않던 스키야키 등이 유행했다.
야나기타 쿠니오는 『메이지 다이쇼시 세태편』에서 '메이지 이후의 일본 음식은 거의 세 가지 두드러진 경향을 나타내고 있다는 것은 속일 수 없다. 첫째는 따뜻한 것이 많아졌다는 것, 둘째는 부드러운 음식을 좋아하게 된 것, 마지막 세번째는 누구나 알 수 있듯 달콤한 것을 먹는다는 것이다."라고 적었다.
메이지 시대에는 해외와 교류가 있는 계층을 중심으로 서양 요리를 먹을 수 있게 되었다. 각지의 서양음식점(洋食店)에서는 서양 음식 외에 일본인 손으로 일본식으로 만든 음식이 생겨났다. 가정에서는 상차림의 풍습을 대신하여 밥상을 사용하게 되었다. 이후 다이쇼 시대에도 다이쇼 데모크라시를 통한 경제 성장과 중산층의 발달로 인해 양식이 중산층에도 전래되기 시작했다. 이 시기 발달한 일본 요리에는 일본 카레, 하이라이스, 돈가스, 오므라이스, 다코야키등이 있으며, 버터, 크림, 요구르트, 치즈 등의 유제품이나 초콜릿과 같은 서양에서 쓰이는 재료 및 음식도 일본에 이 때 유입되기 시작했다.
제2차 세계 대전 이후 물자부족 속에서 미국으로부터의 식량원조(라라 물자)로 밀가루가 대량 수입되었고, 저렴한 가격에 대량 공급된 밀가루로 오코노미야키 등 밀가루 분식을 통한 뎃판야키도 발달하였다.
현대에 들어서면서 스시의 일종인 캘리포니아 롤처럼 세계에서 발전하는 일본 요리도 있다. 일본에서도 사시미나 스시에 진공조리법이나 저온조리법을 도입하거나 육류 숙성방식을 활용하여 대형 어류인 참치나 방어 등을 대상으로 숙성시켜 이용하는 등 세계 각지의 우수한 기술 등을 도입하여 발전하고 있는 요리도 있다.

### 세계문화유산 등재
2013년 유네스코 무형문화유산으로 등재된 일식은 [다양하고 신선한 식품과 그 특색 존중], [영양 균형이 뛰어난 건강한 식생활], [자연의 아름다움이나 계절의 변화 표현], [설날 등 연중행사와의 밀접한 관계]를 이유로 선정되었다. 일본 측 대표단은 「일식」을 「잘 먹겠습니다」나「아깝다」라고 하는 식사라는 공간에 부수되는 것도 포함한 「자연의 존중이라는 일본인의 정신을 구현한 음식에 관한 사회적 관습」으로서 제안하면서, 연말연시 떡메치기나 명절요리, 식사 예절 교육을 중심으로 프레젠테이션을 실시했다.

## 분류

### 전통적인 분류법

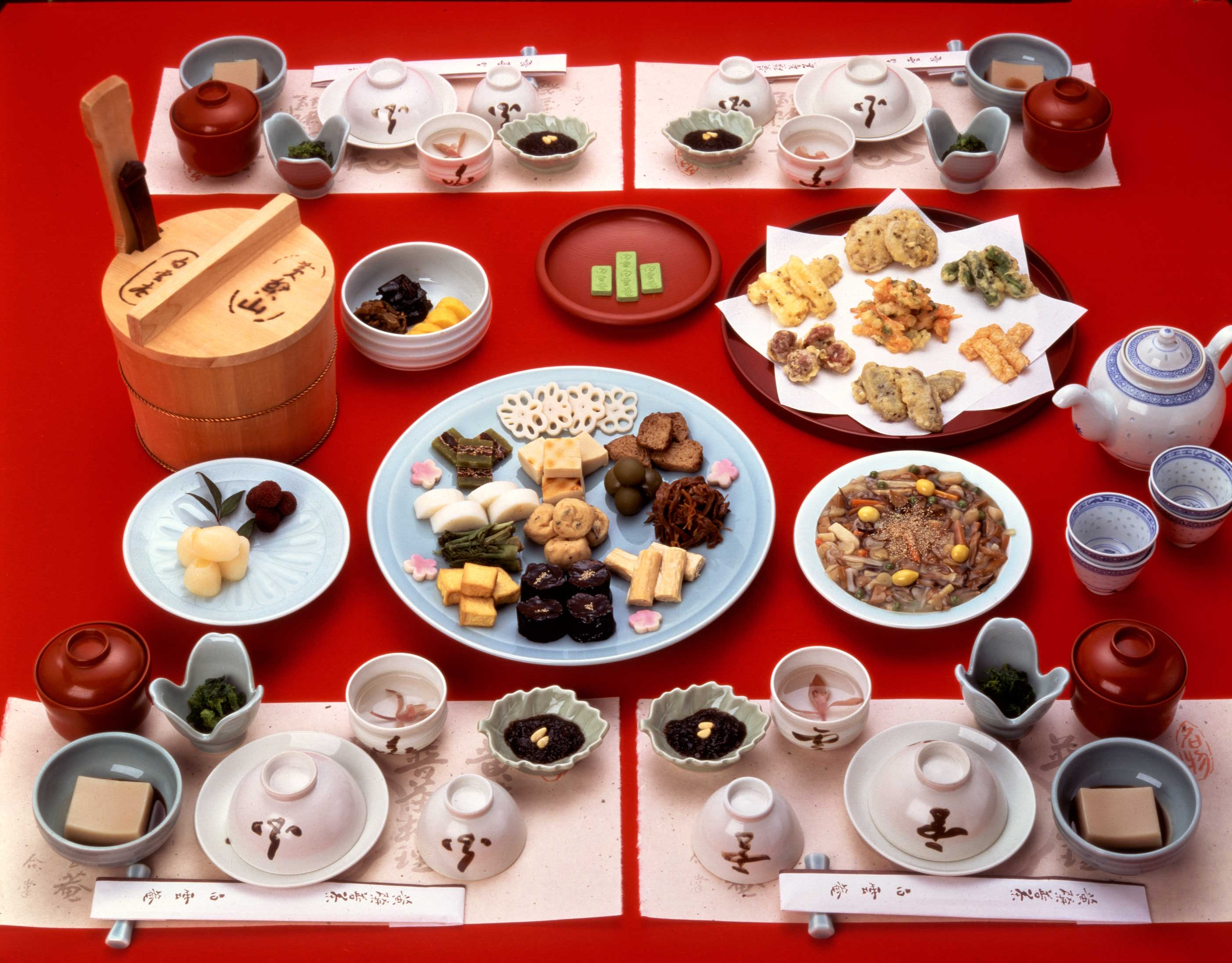
부챠 요리의 예시.

전통적인 일본 요리 분류법은 다음과 같다.
- 오세치(일본어: 御節料理): 세치에나 셋쿠에 먹는 요리, 그 중에서도 정월에 먹는 요리[32]
- 유소쿠 요리(일본어: 有職料理): 세치에에 주로 먹는 의식 요리[4]
- 혼젠 요리(일본어: 本膳料理): 다리 달린 상에 한 사람 몫의 요리를 올려 본상, 밥상, 기타 상 등과 조합한 요리[3]
- 사찰음식(쇼진 요리, 일본어: 精進料理): 중국 사찰에서 전해진 식물성 식품과 조미료로 만든 요리[3]
- 가이세키(일본어: 懐石): 찻물을 활용한 식사로 차를 맛있게 마시기 위한 요리[3]
- 부챠 요리(일본어: 普茶料理): 류키 인젠이 중국에서 들여온 사찰음식의 일종[4]
- 싯포쿠 요리(일본어: 御節料理): 나가사키의 데지마에서 발달한 요리[4]

### 행사 요리
연중행사나 관혼상제 등 행사와 결합된 일본 요리도 많으며, 일본에서는 이를 . 모찌나 세키한, 당고, 스시 등 계절이나 지역에 관계없이 널리 공통되는 것도 있다. 또 색깔이나 생김새에 따라 도미나 새우 등도 많이 이용한다. 일상생활에서 자주 먹는 국이나 나물반찬에 대해서는 두부나 밀기울, 곤약이나 미역 등 널리 공통적으로 이용된다. 봄의 머위 된장이나 청어, 여름의 보리밥 또는 미숫가루, 가을의 고구마줄기나 곶감, 겨울의 니코고리나 고야두부, 새해의 가가미모치나 첫 가마도, 모치바나 등 요리의 계절어도 있다.

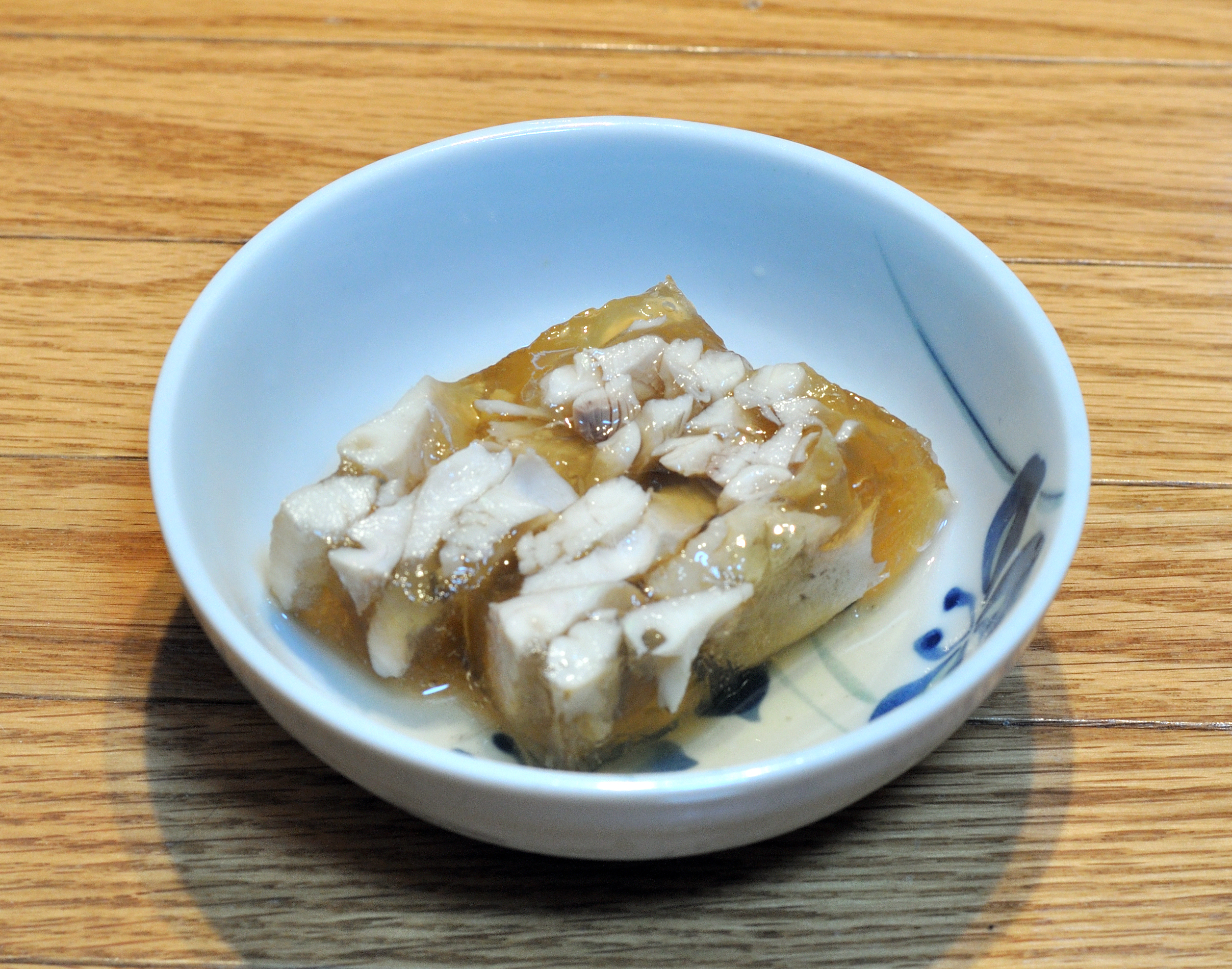
쥐치로 만든 니코고리.

아래는 각 달을 대표하는 일본 전통 음식이다.
- 1월: 오세치, 조니, 나나쿠사카유, 아즈키가유
- 2월: 볶은콩, 정어리
- 3월: 쿠사모치, 보타모치
- 4월: 당고, 아마차
- 5월: 쭝쯔, 가시와모치
- 6월: 다키코미고한, 덴가쿠, 가다랑어, 은어
- 7월: 소면
- 8월: 스이동[94]
- 9월: 당고, 토란, 국화주
- 10월: 당고, 밤나무, 콩
- 11월: 치토세아메, 고구마
- 12월: 호박, 도시코시소바

### 향토요리

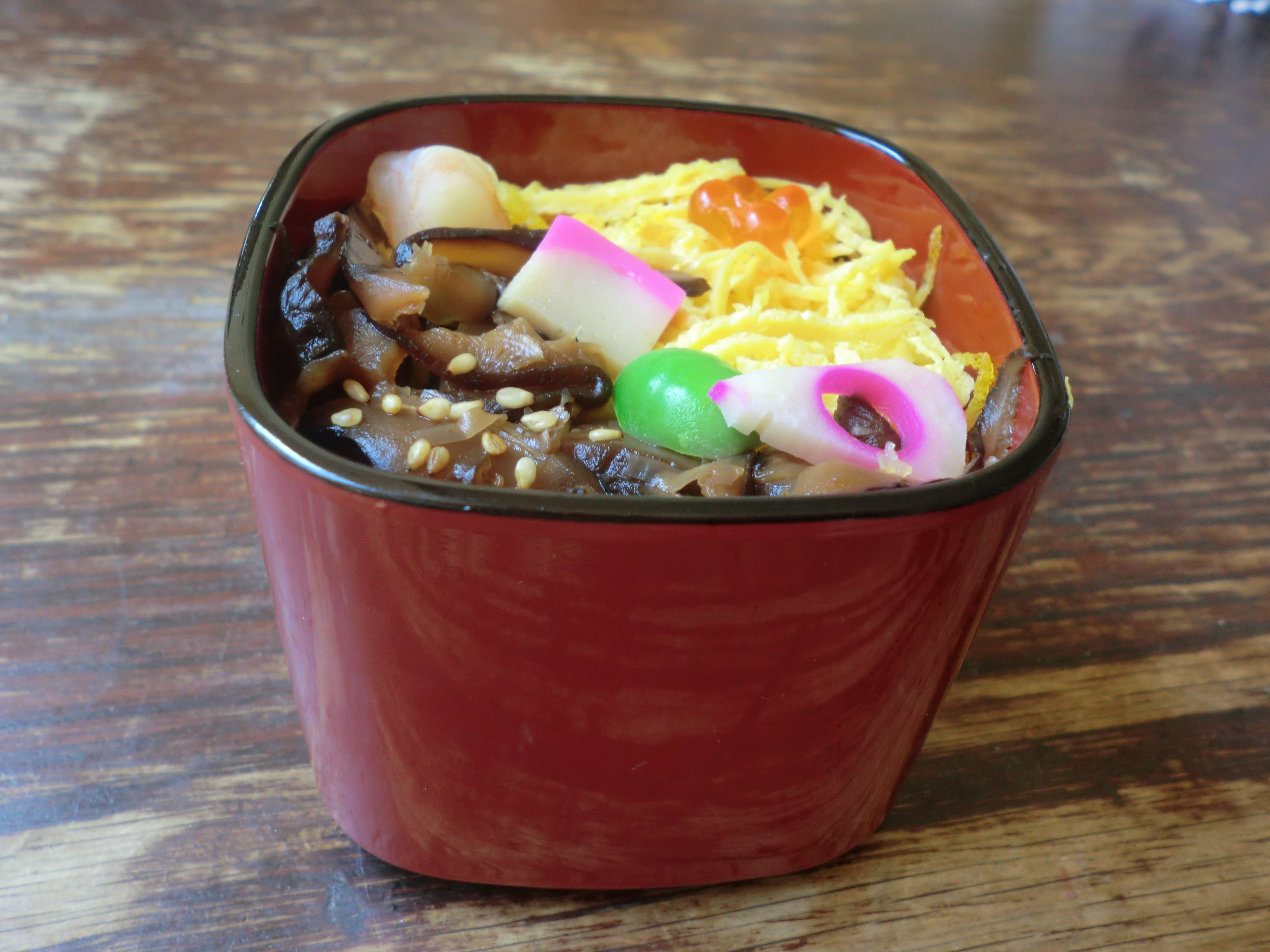
가고시마현의 대표적인 향토요리인 사케즈시.

일본 각지에는 각 지역의 특색에 맞게 발달한 요리가 다수 있다. 교 요리와 같이 여러 요리가 융합되어서 새로운 특색을 가진 향토요리가 일본 전통요리로 발달하는 경우도 있고, 나고야 요리 같이 현대에 들어와서 지역적 특색에 맞는 요리가 탄생하는 경우도 있으며, 옛 류큐 지역의 오키나와 요리나 아마미 요리, 홋카이도 지역의 홋카이도 요리나 아이누 요리 같이 일본 본토와 물리적으로 멀리 떨어져 독자적인 음식 문화가 발달한 요리도 다수 있다. 오키나와 요리처럼 일본유산으로 지정되어 일본 정부의 보호를 받은 향토요리도 존재한다.
일본에는 특산품을 활용한 향토요리도 다수 존재하는데, 가고시마현의 사케즈시나 야마나시현의 호토가 대표적이다. 홋카이도의 징기스칸이나 가가와현의 사누키우동처럼 향토요리가 인기를 얻어 일본 전국 또는 세계인들의 요리로 발돋움하는 경우도 있다.

### 외국에서 변형된 일본 요리

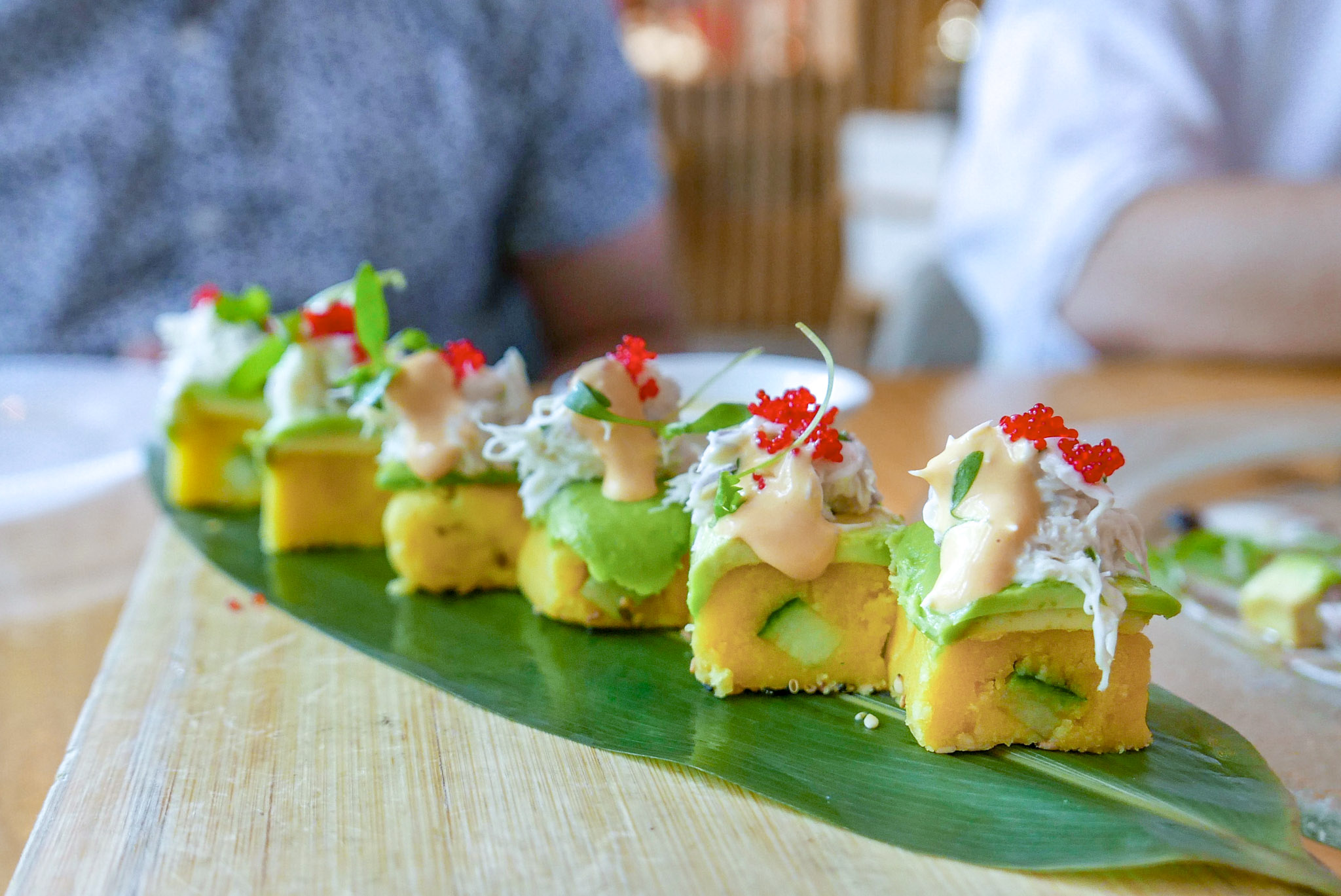
대표적인 미국식 일본 요리인 캘리포니아 롤.

- 스시: 미국 및 캐나다에서는 퓨전 요리의 일종으로 캘리포니아 롤이 유행하고 있다.[102] 이 외에도 일본에서 전통적으로 스시에 사용되지 않는 재료들을 추가하여 다양한 캘리포니아 롤을 만들고 있다.
- 라멘: 1963년 9월 대한민국에 최초로 일본식 인스턴트 라멘이 도입된 이후, 대한민국에서 자체적으로 생산한 건조면 음식으로 라면이 등장했다. 박정희 전 대통령이 대한민국 국민의 입맛에 맞게 라면을 맵게 만들어달라는 일화가 있다.[103]
- 우동: 일본 우동과는 달리 대한민국은 멸치 등으로 국물을 내며, 어묵이나 쑥갓, 야채튀김 등 다양한 토핑이 올라간다. 가락국수라는 순화명칭이 있기는 하지만, 여전히 대한민국에서는 해당 요리를 우동이라고 부른다.[104]
- 뎃판야키: 오코노미야키, 다코야키, 몬자야키 등에서 알 수 있듯 해산물과 채소가 뎃판야키의 주재료이지만, 미국 및 유럽에서는 소고기, 돼지고기, 닭고기, 가리비 등이 주재료로 사용되며 채소도 농축되어서 나온다.[105]

### 요쇼쿠

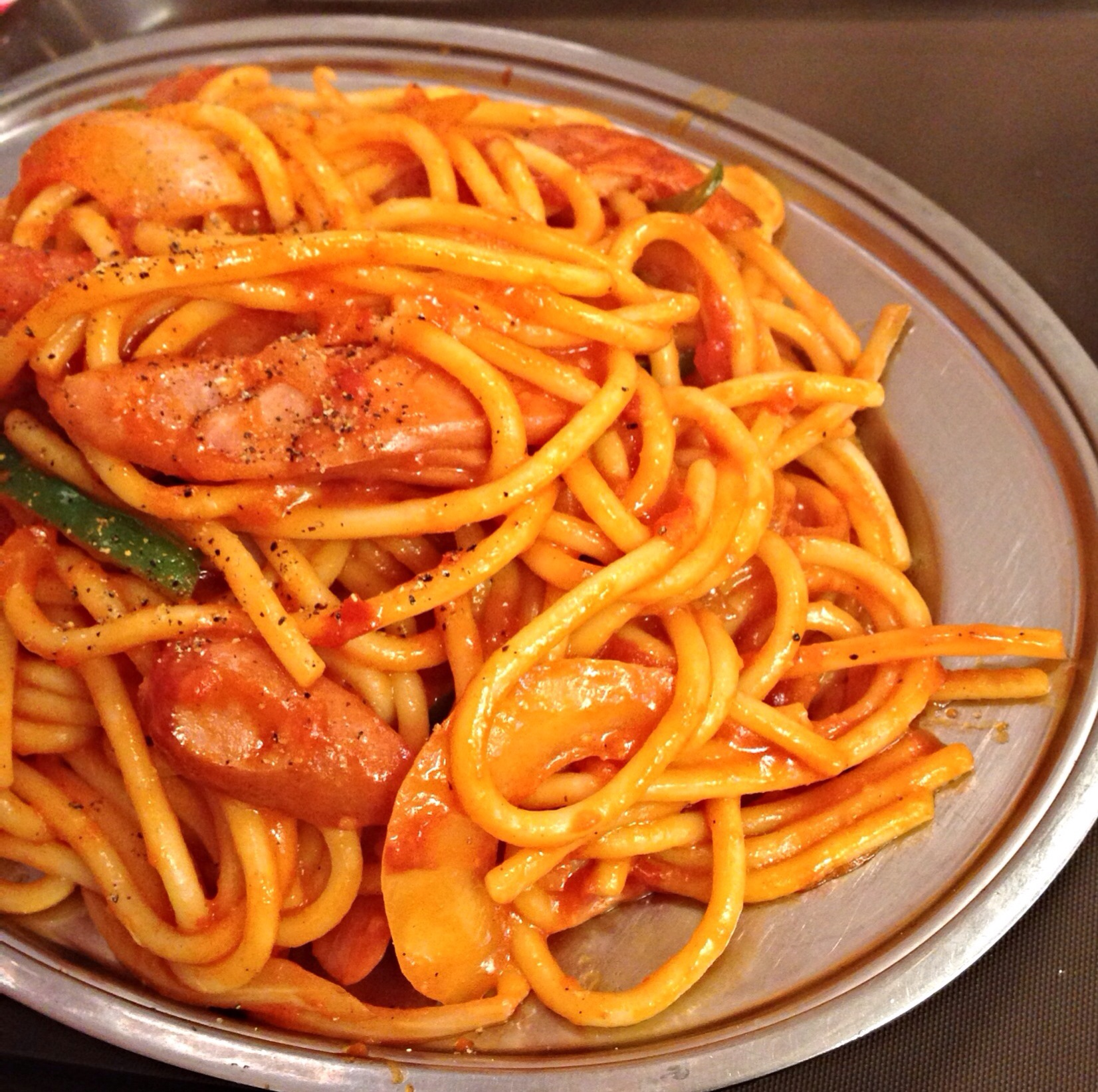
일본의 대표적인 스파게티 요리인 나포리탄.

요쇼쿠(일본어: 洋食)란 와쇼쿠(일본어: 和食)에 대비되는 개념으로, 일본 요리 중 서양에서 전래된 요리를 일본인의 입맛 또는 일본의 지리 및 문화적 요건에 맞게 변형시킨 요리를 의미한다. 1858년 미일화친조약을 시작으로 일본 정부가 외국에 문호를 개방하고 1868년 메이지 유신을 통해 일본 정부가 육식을 허용하면서 다수의 서양 요리 및 재료가 일본에 유입되었다. 제2차 세계 대전 이후 미국의 원조를 통해 일본에 대량으로 밀가루가 유입되면서 요쇼쿠의 대중화도 더욱 빨라지게 되었다.
메이지 유신 이후 일본에 자리잡은 대표적인 요쇼쿠에는 포크 커틀릿을 변형한 돈가스, 커리를 변형한 일본 카레,, 크로켓을 변형한 고로케, 밥과 속을 오믈렛으로 덮은 오므라이스 등이 있다.
한편 치킨라이스, 함박스테이크,, 샐러드, 나포리탄 스파게티와 같이 해외에서 전래되었으나 일본풍으로 만든 요리나 치킨난반, 하이라이스와 같이 일본 고유의 레시피로 조리한 양식도 존재한다. 이러한 일본풍의 요리를 일본어권에서는 와후(일본어: 和風)라고 부른다.

## 일본의 전통 음료 및 과자

### 전통 음료

#### 일본의 술

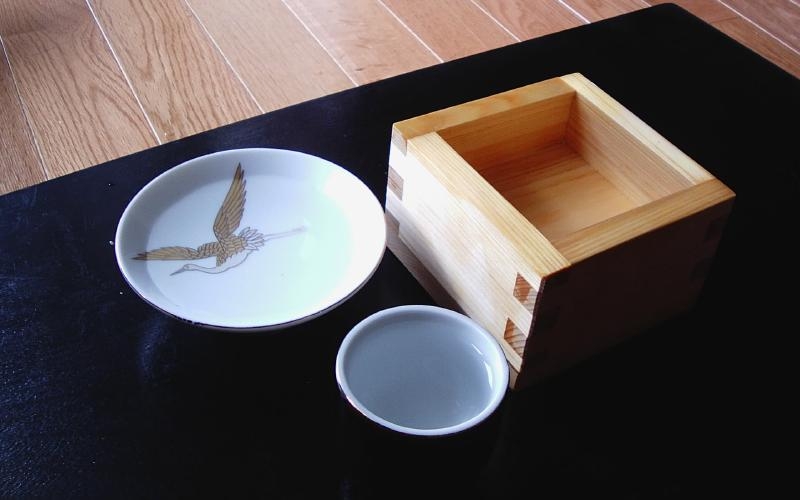
사케에 사용되는 도구들

일반적으로 일본어권에서 "사케"는 일본에서 전통적으로 제조된 미주뿐만 아니라 위스키, 와인, 샴페인 등 다른 지역 및 국가의 술을 가리킬 때도 사용한다. 일본에서는 일본의 전통 술을 니혼슈(일본어: 日本酒)라고 부르며 와슈(일본어: 和酒)라고 부르기도 한다. 미주이기는 하지만, 중국의 황주나 한국의 청주와는 다르게 일본의 니혼슈는 제조 방식이 맥주와 거의 유사하다.
일본에서는 하나미나 쓰키미, 유키미 등의 가정행사나 사케마츠리와 같은 연례 축제 때 니혼슈를 자주 마신다. 또한 일본의 신토에서는 신사나 하코라에 참배할 때나 신사에서의 행사 때 술을 올리기도 한다. 또한 그리스 로마 신화의 디오니소스나 중국의 두강과 같이 일본 신화에도 최초로 술을 제조한 신들이 있으며 일본 각지에 이들을 위한 신사가 있다.
니혼슈 외에도 쇼추(일본어: 焼酎), 아와모리, 일반 사케보다 설탕이 더 많이 들어가는 미림, 시로자케, 미림에 쇼추를 추가한 혼나오시 등도 모두 일본의 전통 술이다.

#### 일본의 차

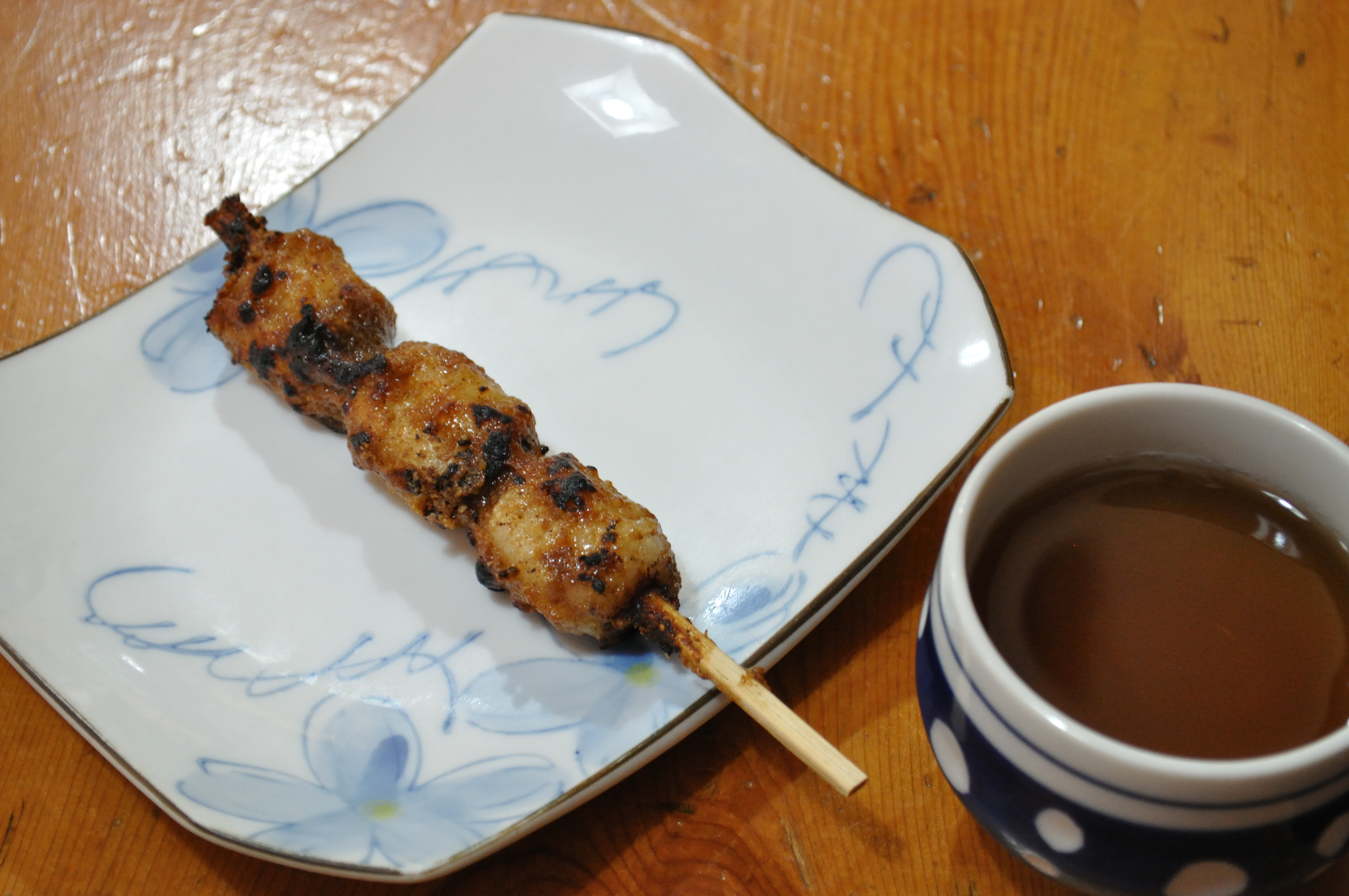
고헤이모치와 함께 제공된 호지차.

일본차는 일본에서 자주 마시는 음료 중 하나이다. 사이초와 구카이가 차 품종을 일본에 전래하였고, 헤이안 시대에 사가 천황이 일본 황실에 다도 기술을 전파했고, 이후 묘안 에이사이가 중국에서 차를 들여와 일본 각지에 차를 심으며 일본 전역에 차를 심고 차를 확산시켰다.
일본에서 가장 먼저 차를 생산한 지역은 교토 인근의 우지시이지만, 현재 일본에서 가장 많이 차를 생산하는 지역은 전체 차의 약 40%를 생산하는 시즈오카현이다. 일본에서 가장 많이 소비되는 차는 녹차이지만, 녹차 이외에도 발효차인 츠케모노차도 생산되고 있다. 대표적인 일본의 녹차 종류에는 말차, 호지차, 가부세차, 센차 등이 있다.

### 화과자

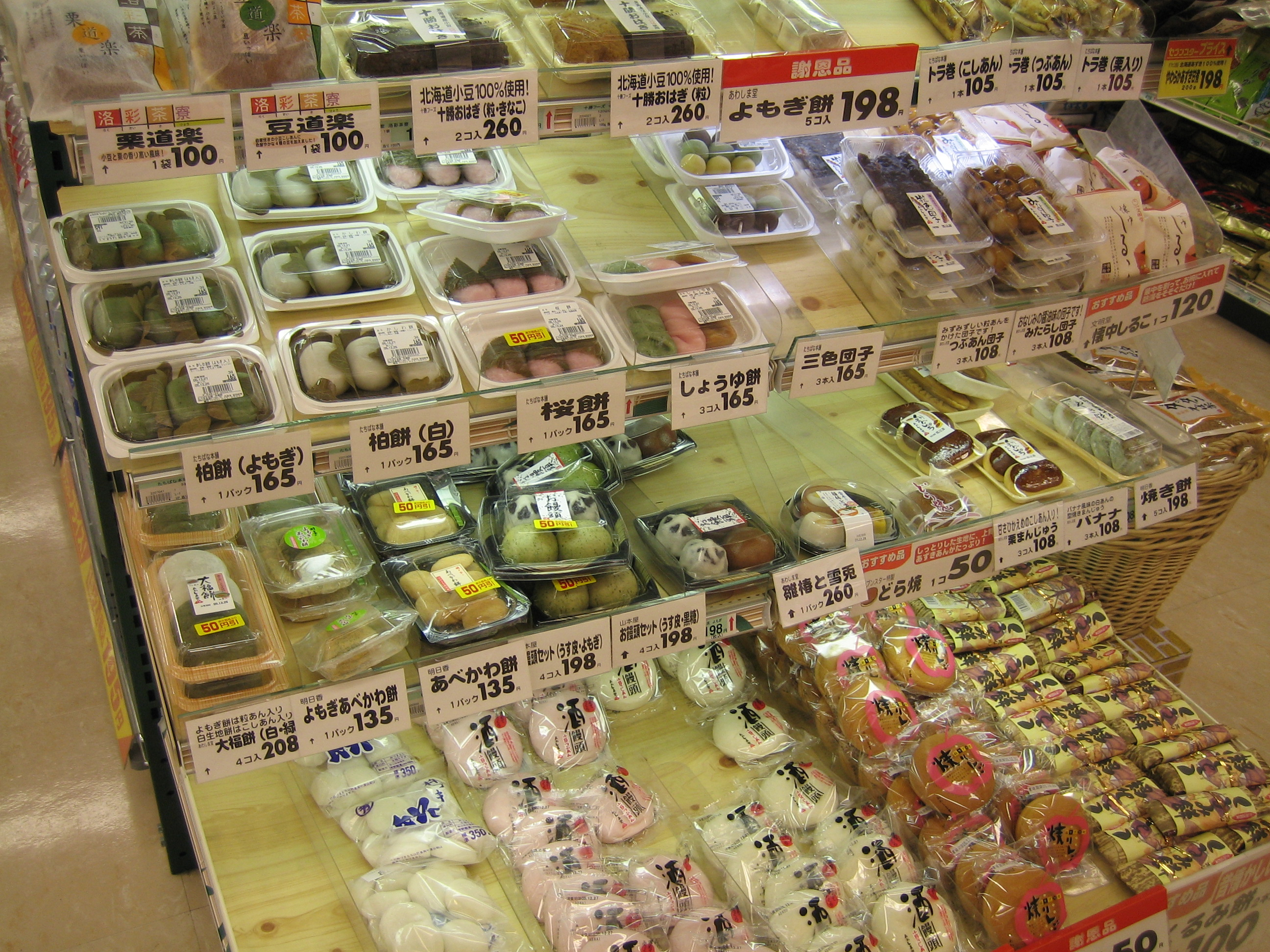
다양한 종류의 화과자.

서양에서 사용하는 과자 제조법이 일본에 전래되기 이전 일본에서 전통적으로 만들어먹던 과자를 화과자라고 부른다.

## 같이 보기
- 한국 요리
- 중국 요리

### 내용주
1. ↑  고로케의 원형인 크로켓은 메이지 유신 이후 일본에 들어왔고, 이 과정에서 일본인의 입맛에 맞게 변형되고, 안에 들어가는 속도 다양해졌다. 고로케는 일본 요쇼쿠 중 하나이다.

### 참조주
1. ↑  “보관된 사본” (PDF). 2013년 1월 16일에 원본 문서 (PDF)에서 보존된 문서. 2012년 12월 28일에 확인함.
2. 1 2 3 4 5 6 7  『四季日本の料理 春』講談社、1998年。ISBN 4-06-267451-3
3. 1 2 3 4 5 6 7 8 9  『四季日本の料理 秋』講談社、1998年。ISBN 4-06-267453-X
4. ↑  [깨진 링크(과거 내용 찾기)]
5. ↑  和食 コトバンク
6. 1 2 3 4 5 6 7 8 9  고지엔 제5판
7. 1 2 3  “和食（わしょく） とは？ 意味・読み方・使い方”. 《goo 辞書》. 2023년 9월 18일에 확인함.
8. ↑  石井泰次郎 (1923). 《日本料理法大成》. 大倉書店. OCLC 673989417. 다음 글자 무시됨: ‘和書 ’ (도움말)
9. 1 2  熊倉功夫 (2012년 3월). 〈1．日本の伝統的食文化としての和食〉.   日本食文化テキスト作成共同研究会; 熊倉功夫. 《和食；日本人の伝統的な食文化》 (pdf). 農林水産省. 3–12쪽.
10. 1 2 3 4 5 6 7  일본대백과전서(일본어) 『日本料理』  - 고트뱅크
11. ↑  세계대백과사전(일본어) 『日本料理』  - 고트뱅크
12. ↑  『日中辞典』（쇼가쿠칸）
13. ↑  リーダーズ英和辞典第2版
14. ↑  『小学館ロベール仏和大辞典』쇼가쿠칸
15. ↑  戸倉恒信. “『日本飲食文化史中兩類「出鱈目」』”. 《自由時報、2020年11月23日》. 2020년 12월 2일에 확인함.
16. ↑  広辞苑第5版
17. ↑  日本国語大辞典
18. ↑  熊倉功夫 (2009). “和食の伝統・日本料理から学ぶもの(日本料理からの提言-揺れる現代の食へのメッセージ,平成21年度大会 公開学術講演会)” (PDF). 《日本調理科学会誌》 42 (6): A73.
19. 1 2  原田信男 (2014). 《和食とはなにか 旨みの文化をさぐる》. 角川ソフィア文庫. KADOKAWA/角川学芸出版. 7–13,33,45,48쪽. ISBN 978-4044094638.
20. ↑  熊倉功夫、江原絢子 (2015). 《和食とは何か》. 和食文化ブックレット1. 思文閣出版. ISBN 978-4784218257.
21. ↑  江原絢子 (2015). “ユネスコ無形文化遺産に登録された和食文化とその保護と継承”. 《日本調理科学会誌》 48 (4): 320–324. doi:10.11402/cookeryscience.48.320.
22. ↑  江原絢子 (2017). “ユネスコに登録された「和食」とは何か”. 《日本食生活学会誌》 28 (1): 3–5. doi:10.2740/jisdh.28.1_3.
23. 1 2 3  髙橋拓児 (2017). “料理人から見る和食の魅力”. 《日本食生活学会誌》 27 (4): 231–236. doi:10.2740/jisdh.27.4_231.
24. ↑  熊倉功夫 (2012년 3월). 〈1．日本の伝統的食文化としての和食〉.   日本食文化テキスト作成共同研究会; 熊倉功夫. 《和食；日本人の伝統的な食文化》 (pdf). 農林水産省. 3–12쪽.
25. 1 2  余田弘実 (2016년 2월 1일). “書名から見た近世料理書と近代料理書 : 「日本料理」「西洋料理」「支那料理」”. 《國文學論叢》 (61): 269. ISSN 0288-7770.
26. ↑  石井泰次郎 (1923). 《日本料理法大成》. 大倉書店. OCLC 673989417.
27. ↑  『日本の伝統的食文化としての和食 보관됨 2018-02-04 - 웨이백 머신』農林水産省
28. 1 2  『世界大百科事典』
29. 1 2  『刺身百科』柴田書店、2007年。ISBN 978-4-388-06020-7
30. 1 2 3 4  『四季日本の料理 夏』講談社、1998年。ISBN 4-06-267452-1
31. 1 2 3 4  『四季日本の料理 冬』講談社、1998年。ISBN 4-06-267454-8
32. ↑  川上行蔵、小出昌洋『完本 日本料理事物起源』岩波書店、2006年。ISBN 4-00-024240-7
33. ↑  『旬の食材 春・夏の野菜』講談社、2004年。ISBN 4-06-270135-9
34. 1 2  『旬の食材 秋・冬の野菜』講談社、2004年。ISBN 4-06-270136-7
35. ↑  『旬の食材 四季の果物』講談社、2004年。ISBN 4-06-270137-5
36. ↑  『旬の食材 春の魚』講談社、2004年。ISBN 4-06-270131-6
37. ↑  『旬の食材 夏の魚』講談社、2004年。ISBN 4-06-270132-4
38. ↑  『旬の食材 秋の魚』講談社、2004年。ISBN 4-06-270133-2
39. ↑  『旬の食材 冬の魚』講談社、2004年。ISBN 4-06-270134-0
40. 1 2 3 4 5  小泉武夫 1999, 48–50쪽.
41. 1 2 3 4  玉井 恵 (2002). 《日本の塩100選―海からの贈りもの》. 旭屋出版. 19–28,48쪽. ISBN 4751103407.
42. 1 2  小泉武夫 1999, 85–86쪽.
43. 1 2  小泉武夫 1999, 114–118쪽.
44. 1 2  八百啓介「江戸時代の砂糖食文化」農畜産業振興機構、2011年4月
45. 1 2  江原絢子; 石川尚子; 東四柳祥子 (2009). 《日本食物史》. 吉川弘文館. 91–93,110–111쪽. ISBN 978-4642080231.
46. ↑  “4時間目 鯛をおろす”. 《日本料理一年生》. 辻調グループ校. 2006년 7월 20일. 2013년 11월 10일에 확인함.
47. ↑  阿部孤柳「第二章 さしみは日本料理のメインディッシュ」『日本料理の真髄』講談社+α新書、2006年、53-81頁。ISBN 978-4062723923
48. ↑  特定非営利活動法人四條司家食文化協会監修 通信教育講座用 公式テキスト 「第1回 日本料理とは 第3項 日本料理の特色 1 椀差」 보관됨 2011-09-28 - 웨이백 머신, 日本食文化検定協会, accessdate=20110127.
49. ↑  『粋』第80回 半べえ 料理長 川村 満（かわむら みつる）さん, 広島ホームテレビ, 2010年07月29日.
50. ↑  國府田宏行 酒道第八話 酒席の礼『刺身は淡白のものから』 보관됨 2009-01-05 - 웨이백 머신, 菊水酒造株式会社, accessdate=20110127.
51. ↑  別冊専門料理 『日本料理の四季』 第41号 【特集】献立の華、椀ものと刺身の技術, 柴田書店, 2010. ISBN 978-4-388-80754-3
52. 1 2 3 4 5 6 7 8 9 10 11 12 13 14  石毛直道『日本の食文化史』岩波書店 ISBN 978-4-00-061088-9
53. 1 2 3 4 5 6 7 8 9 10 11  佐々木高明『日本の歴史1 日本史誕生』集英社 ISBN 4-08-195001-6
54. 1 2 3 4 5 6 7 8  西本豊弘編『人と動物の日本史1 動物の考古学』吉川弘文館 ISBN 978-4-642-06275-6
55. ↑  竹岡俊樹『旧石器時代人の歴史 アフリカから日本列島へ』講談社 ISBN 978-4-06-258496-8
56. 1 2 3  『講座 食の文化 人類の食文化』 味の素食の文化センター ISBN 4-540-98052-1
57. 1 2 3 4 5 6 7 8 9  木村茂光編『日本農業史』吉川弘文館 ISBN 978-4-642-08046-0
58. 1 2  『講座 食の文化 日本の食事文化』味の素食の文化センター ISBN 4540980882
59. ↑  渡部忠世、深澤小百合『もち（糯・餅）ものと人間の文化史89』法政大学出版局 1998 ISBN 4-588-20891-8
60. ↑  “弥生土器 甕”. 《ColBase》. 国立文化財機構. 2022년 12월 1일에 확인함.
61. 1 2 3  橋本直樹 (2013). 《日本食の伝統文化とは何か―明日の日本食を語るために (生活文化史選書)》. 雄山閣. 10–15,49–50쪽. ISBN 978-4639022923.
62. ↑  原田信男 (2014). 《和食とはなにか 旨みの文化をさぐる》. 角川ソフィア文庫. KADOKAWA/角川学芸出版. 7–13,33,48쪽. ISBN 978-4044094638.
63. 1 2 3 4 5  石毛直道、杉田浩一 (1999). 《調理とたべもの (講座食の文化;第3巻)》. 味の素食の文化センター. ISBN 4-540-98218-4.
64. ↑  秋場龍一 (2000). 《天皇家の食卓―和食が育てた日本人の心》. 角川ソフィア文庫. 角川書店. 88–89,108–109쪽. ISBN 4043550014.
65. ↑  日本書紀卷第廿九 天武天皇四年四月庚寅（675年5月16日）。詔諸國曰。自今以後。制諸漁獵者。莫造檻穽及施機槍等之類。亦四月朔以後。九月卅日以前。莫置比滿沙伎理梁。且莫食牛馬犬猿鶏之宍。以外不在禁例。若有犯者罪之。
66. ↑  ［原田:1993］
67. ↑  『日本食の歴史 보관됨 2016-05-02 - 웨이백 머신』農林水産省、2016年5月14日閲覧
68. ↑  『NHK美の壺 懐石』p.11
69. 1 2  『食肉の部落史』のびしょうじ、明石書店、1998年、p21
70. ↑  江後迪子 (2004). 《南蛮から来た食文化》. 弦書房. 134–137쪽. ISBN 4-902116-25-1.
71. 1 2  高橋達郎「第12回 江戸っ子は、毎日旬のものを食べていた」クリナップ
72. ↑  『江戸料理百選』1983年。
73. ↑  国立国会図書館デジタルコレクション『江戸府内絵本風俗往来. 上編、中編（2コマ～）、下編（86コマ～）』菊池貴一郎(蘆乃葉散人)著 東陽堂(東陽堂支店) 明治38年(1905年)12月25日発行
74. ↑  国立国会図書館デジタルコレクション『江戸府内絵本風俗往来. 中編』巻之七、十二月「焼いも」 菊池貴一郎(蘆乃葉散人、四代目歌川広重)著 東陽堂(東陽堂支店) 明治38年(1905年)12月25日発行
75. ↑  裏話 色が濃いほどにうま味成分は多くなる（2002年10月16日時点のアーカイブ） - キッコーマン
76. 1 2  『江戸時代の料理書』に見る私たちの食卓
77. ↑  <모리사다만고>
78. ↑  門上 p.9
79. ↑  熊倉 p.152
80. ↑  柳田國男『明治大正史 世相篇』新装版、講談社学術文庫、1993年、63頁。
81. ↑  Itoh, Makiko (2011년 8월 26일). “Curry — it's more 'Japanese' than you think”. 《The Japan Times》. 2018년 1월 8일에 원본 문서에서 보존된 문서. 2018년 3월 31일에 확인함.
82. ↑  The Household Cyclopedia 보관됨 2013-03-28 - 웨이백 머신
83. ↑  岡田, 哲. 《とんかつの誕生―明治洋食事始め》. 166쪽.
84. ↑  小菅, 桂子. 《にっぽん洋食物語大全》. 122쪽.
85. 1 2  “Omu-rice”. 《Osaka Info》 (영어). Osaka Convention and Tourism Bureau. 2023년 4월 27일에 확인함.
86. ↑  〈蛸焼〉 [Takoyaki]. 《Nihon Kokugo Daijiten》 (일본어). Tokyo: Shogakukan. 2012. OCLC 56431036. 2007년 8월 25일에 원본 문서에서 보존된 문서. 2012년 6월 17일에 확인함.
87. ↑  “＜１４＞地域の食継承　支援加速／京料理　歴史触れ刺激に”. 2023년 9월 11일에 원본 문서에서 보존된 문서. 2023년 9월 18일에 확인함.
88. ↑  “「和食；日本人の伝統的な食文化」の内容”. 農林水産省. 2013년 10월 25일에 원본 문서에서 보존된 문서. 2013년 11월 24일에 확인함.
89. ↑  “「和食；日本人の伝統的な食文化」のユネスコ無形文化遺産保護条約「人類の無形文化遺産の代表的な一覧表（代表一覧表）」への記載に関する補助機関による勧告について” (보도 자료). 農林水産省. 2013년 10월 22일. 2013년 11월 17일에 원본 문서에서 보존된 문서. 2013년 11월 24일에 확인함.
90. ↑  日本食文化の世界無形遺産登録に向けた検討会 (2012년 2월). “日本食文化の無形文化遺産記載提案書の概要” (PDF). 農林水産省. 2013년 11월 24일에 확인함.
91. ↑  “Draft decision No.8.17. Washoku, traditional dietary cultures of the Japanese, notably for the celebration of New Year”. 《Evaluation of nominations for inscription in 2013 on the Representative List of the Intangible Cultural Heritage of Humanity (item 8 on the agenda)》 (영어, 프랑스어). 国際連合教育科学文化機関. 2013년 11월 24일에 확인함.
92. ↑  『俳句歳時記 第4版』角川学芸出版、2008年、ISBN 978-4-04-621167-5
93. ↑  “東京都北区”. 2015년 9월 23일에 원본 문서에서 보존된 문서. 2023년 9월 18일에 확인함.
94. ↑  門上 p.12
95. ↑  青山 2015, 276–292쪽.
96. ↑  玉城, 江梨子 (2019년 5월 21일). “「日本遺産」に琉球料理、泡盛、芸能を認定　「もてなしの文化は沖縄の武器」”. 《琉球新報》. 2023년 9월 20일에 확인함.
97. ↑  全国料理研究会柊会（1974）：347ページ
98. ↑  “ジンギスカン”. 《農山漁村の郷土料理百選》. 財団法人農村開発企画委員会. 2007. 2010년 5월 31일에 원본 문서에서 보존된 문서. 2010년 4월 18일에 확인함.
99. ↑  “人口１千人当たり「そば・うどん店」の事業所数” [Number of “Soba / Udon” establishments per 1,000 people] (일본어). Kagawa prefecture. 2015년 4월 14일. 2015년 7월 29일에 원본 문서에서 보존된 문서. 2016년 4월 24일에 확인함.
100. ↑  Ohashi, Manabu (March 2009). “Meisan-hin no toppu burando wa Sanuki udon 'manzoku-do' wa Ōita shītake, nīgatachamame……– Nikkei risāchi: '2008 chiiki burando senryaku sābei' (meisan-hin-hen) kara” [Sanuki udon is the best brand among specialty products. Oita's Shiitake mashrooms are "the most satisfying", followed by brown beans of  Niigata Prefecture... — From Nikkei Research's "2008 Regional Brand Strategy Survey"]. 《Nikkei Glocal》 (영어) (Industrial Research Institute, Nihon Keizai Inc.) (120): 40–45.
101. ↑  Renton, Alex (2006년 2월 26일). “How Sushi ate the World”. 《The Guardian》. 2006년 8월 20일에 확인함.
102. ↑  파이낸셜뉴스 (2014년 5월 6일). “박정희 전 대통령이 ‘매운 라면 열풍’의 원조?”. 2020년 11월 10일에 확인함.
103. ↑  “udong” 우동. 《Standard Korean Language Dictionary》. National Institute of Korean Language. 2017년 2월 24일에 원본 문서에서 보존된 문서. 2017년 3월 15일에 확인함.
104. ↑  “Teppanyaki 101: The History, Ingredients and Performance of the Art of Teppanyaki”. 《Kobe Jones》 (영어). 2017년 6월 15일. 2021년 5월 6일에 원본 문서에서 보존된 문서. 2022년 2월 24일에 확인함.
105. ↑  NHK出版　土井善晴 著「学びのきほん　くらしのための料理学」65頁
106. ↑  浅羽昌次「明治時代における食肉事情」 岡山ちくさんひろば
107. ↑  保志, 増子 (2019). “「とんかつ」の受容と変容に関する一考察”. 《国際情報研究》 16 (1): 3–11. doi:10.11424/gscs.16.1_3.
108. ↑  박미향 (2014년 3월 19일). “커리냐 카레냐 그것이 문제로다”. 《한겨레》. 2018년 7월 8일에 확인함.
109. ↑  江原絢子; 石川寛子 (1986). “家事教科書からみた調理教育の営的研究（その2）―大正期―”. 《家政学雑誌》 (日本家政学会) 37 (1): 67–75.（72ページより）
110. ↑  Kishi Asako (March 15, 2002). "NIPPONIA No.20: Omuraisu", Web-Japan.org.
111. ↑  “アジアの三大チキンライス　東京で食べ比べてみると…”. 《NIKKEI STYLE》. 2018년 5월 16일. 1쪽. 2022년 3월 5일에 확인함.
112. ↑  j-hamburg.org. “明治時代、初めて公の場で披露されたハンバーグはトマトソースだった!?”. 《日本ハンバーグ協会》 (일본어). 2020년 12월 16일에 확인함.
113. ↑  鈴本敏雄《仏蘭西料理献立書及調理法解説》 - 국립국회도서관 디지털 컬렉션、奎文社出版部、1920年、p76
114. ↑  “チキン南蛮 宮崎県 | うちの郷土料理：農林水産省”. 《www.maff.go.jp》. 2022년 9월 26일에 확인함.
115. ↑  【関西の洋食】新世界「グリル梵」のヘレカツサンド！創業から変わらぬ味で今も人気   関西ウォーカー
116. ↑  〈alcohol consumption〉. 《Encyclopedia Britannica》 (영어). 2017년 3월 9일에 확인함.
117. ↑  “酒（さけ） とは？ 意味・読み方・使い方”. 《goo 辞書》. 2023년 9월 18일에 확인함.
118. ↑  焼酎に関するもの - 国税庁
119. ↑  “韓国焼酎「ソジュ」と日本の焼酎の違いを徹底解説！オススメ銘柄も紹介”. LIQUOR INNOVATION. 2021년 4월 3일에 확인함.
120. ↑  小泉武夫 (2018년 4월 5일). “タイムス×クロス 琉球の酒と食を愛でる <6>泡盛誕生のきっかけ 麦代用の米が黒麹菌に”. 《沖縄タイムス+プラス》.
121. ↑  Shimbo, Hiroko; Shimbo Beitchman (2000). 《The Japanese Kitchen: 250 Recipes in a Traditional Spirit》. Ming Tsai. Harvard Common Press. 75쪽. ISBN 978-1-55832-177-9.
122. ↑  “甘酒と白酒の違いはなんですか。”. 農林水産省. 2019년 7월 20일에 확인함.
123. 1 2 3  Heiss & Heiss 2007, 164–166쪽.
124. ↑  Battle 2017, 156쪽.
125. ↑  Heiss & Heiss 2007, 176–179쪽.
126. ↑  Heiss & Heiss 2007, 169–170쪽.
127. ↑  Harrison, Thom (2021). “What is 'Wagashi'?”. 《Wagashi UK》. Wagashi UK. 2023년 4월 25일에 확인함.